# Comalcalco (zona arqueològica)

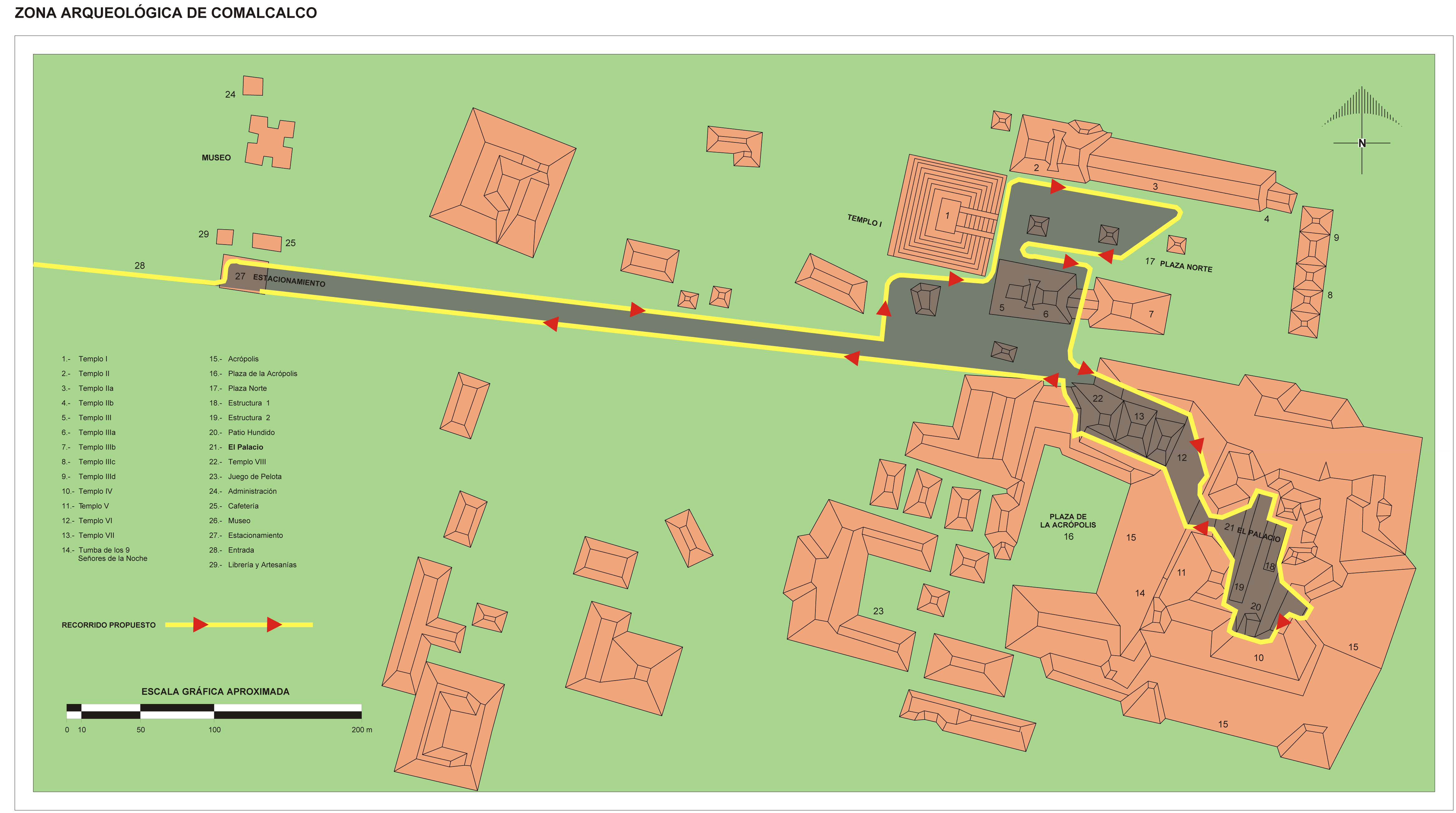
Mapa de la zona arqueològica

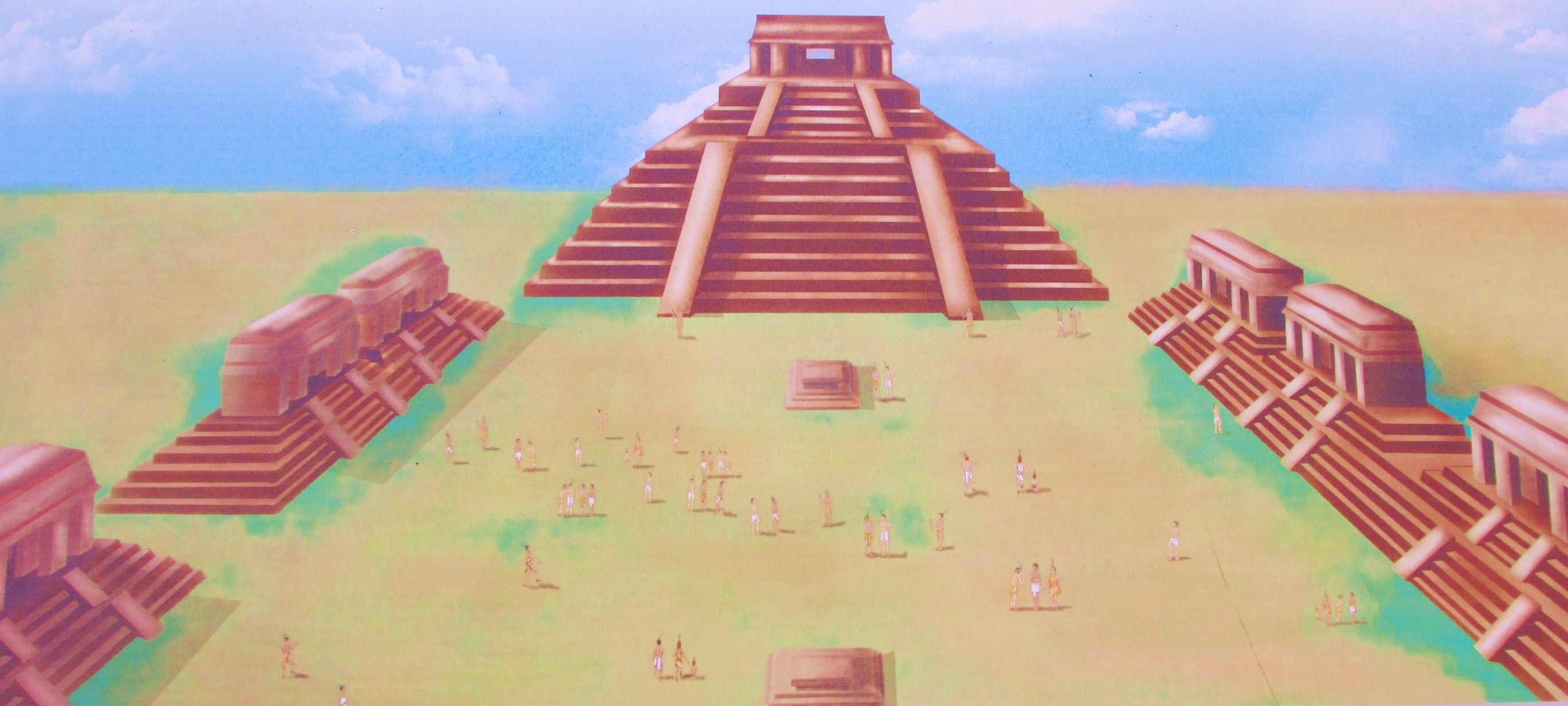
Recreació digital de la plaça Nord vista des de l'Edifici IIIC. Al fons s'aprecia el Temple I, a la dreta es localitzen els Temples II i IIA i a l'esquerra els Temples III i IIIA

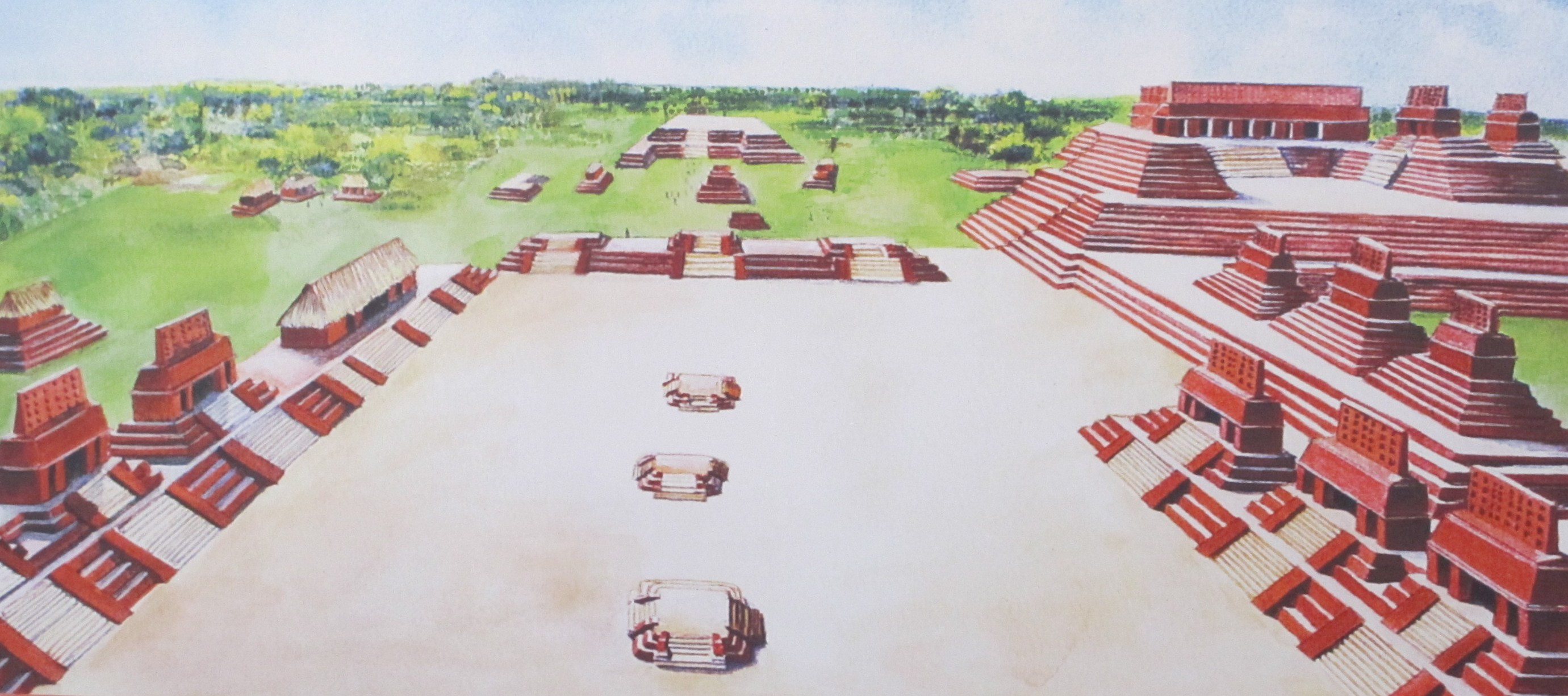
Recreació digital de la plaça Nord des del cim del Temple I. En l'extrem superior dret s'aprecia la Gran Acròpoli i el Palau. En aquesta plaça es realitzaven grandiosos esdeveniments de dedicació i activitats rituals amb ofrenes de sang

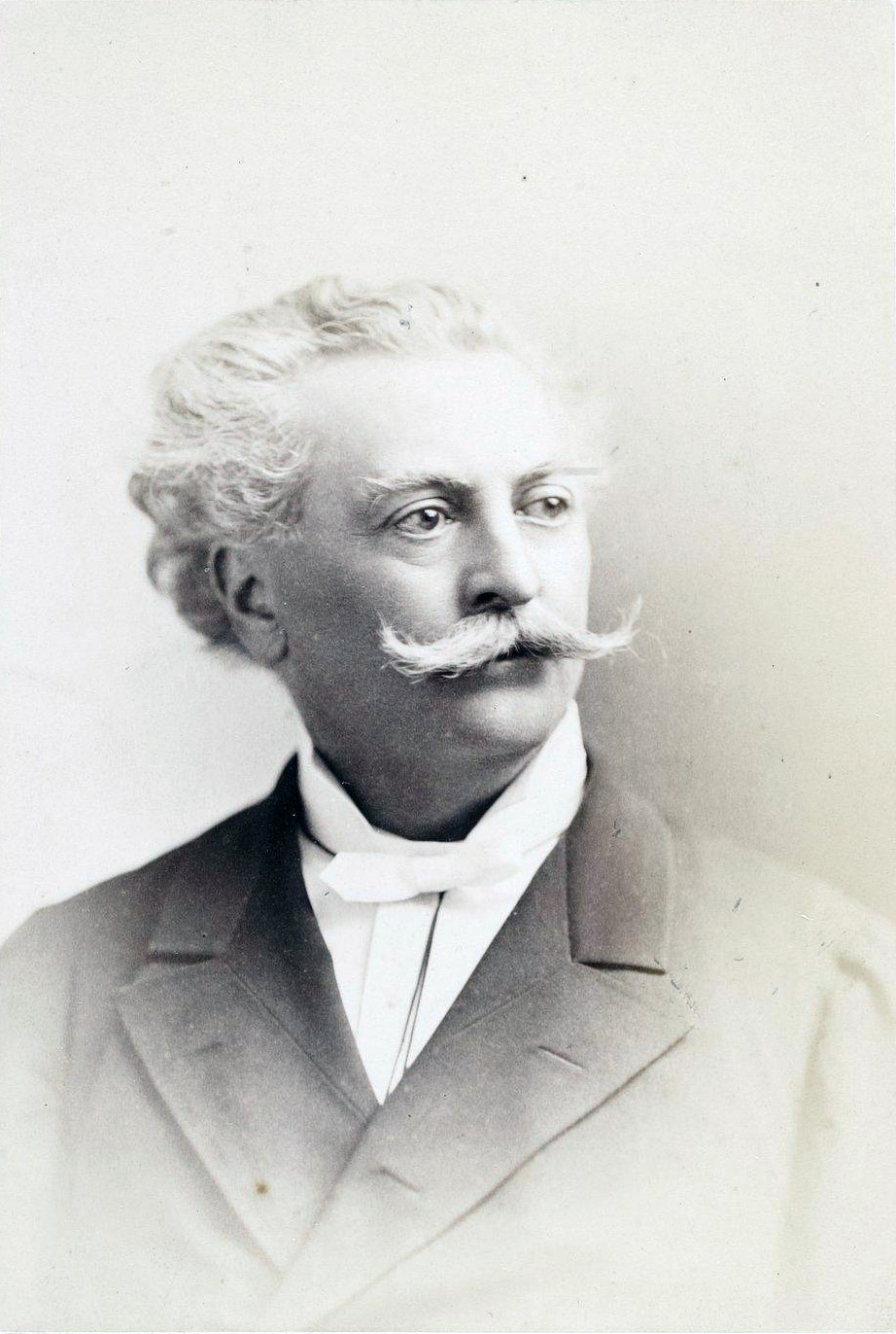
Désiré Charnay, primer explorador europeu de la ciutat maia de Comalcalco

Comalcalco (del nàhuatl: Comalli-Calli-Co, que significa: "Casa dels comals") és un jaciment arqueològic de la civilització maia del municipi de Comalcalco, a l'estat mexicà de Tabasco, a 60 km de Villahermosa. El seu nom original era Joy Chan, que significa en maia: "Cel Envoltat".
Les ruïnes constitueixen una necròpoli del període clàssic maia (del s. I ae al IX de) construïda amb maons i estuc de petxina de crassostrea. Aquest lloc es considera el més occidental de la cultura maia, i es desenvolupà entre els anys 700 ae i 900 de.
El jaciment de Comalcalco és a l'àrea central de la Chontalpa, en la
ribera est del riu Seco, entre els vestigis del que fou una immensa selva tropical. La característica més notable de Comalcalco és l'ús de maons en les seues construccions, per la nul·la presència de materials petris a la regió, a més de ser el lloc maia més allunyat cap a l'oest.
L'assentament amerindi abasta una superfície de 7 km², on són els grups arquitectònics, entre els quals destaquen els basaments erigits amb cossos de terra compactada revestits amb un aplanat de calç de petxina de cassostrea, així com construccions de maçoneria. Els edificis es decoraren amb modelatges d'estuc, pintats de colors com roig, blau, verd, groc i negre, de manera que els maons no eren visibles.
El juny de 2011, l'Institut Nacional d'Antropologia i Història (INAH) informà del descobriment del que podria ser el primer cementeri maia, en trobar un total de 116 enterraments funeraris amb més de mil anys d'antiguitat, localitzats en tres monticles de terra en una extensió de 220 m² a la perifèria d'aquesta ciutat maia.
Al novembre de 2011, l'Institut Nacional d'Antropologia i Història de Mèxic (INAH) indicà la troballa d'una segona inscripció maia anunciant la seua famosa profecia de la fi d'una era del calendari maia, en la mítica data del 21 de desembre del 2012, en una peça coneguda des d'ara com el “Maó de Comalcalco”.
A Comalcalco s'han trobat tres tombes i 14 enterraments funeraris, dels quals 7 eren dins d'urnes fetes de fang, així com el panteó descobert a la perifèria de la ciutat amb 116 enterraments.

## El nom
Gràcies al glif emblema trobat, ara se sap que el nom originari de la ciutat era Joy Chan, que prové de l'idioma maia i significa Cel Envoltat o Cel Enrotllat. El nom actual de Comalcalco se li donà perquè quan tribus d'origen nàhuatl arribaren a la zona, la ciutat de Joy Chan estava ja deshabitada, i com la paraula maó no la coneixien, el més semblant que van trobar per descriure els edificis fets de rajola fou "comal", i l'anomenaren "Comalli-Calli-Co", que significa: "Casa dels comals".

## Descobriment

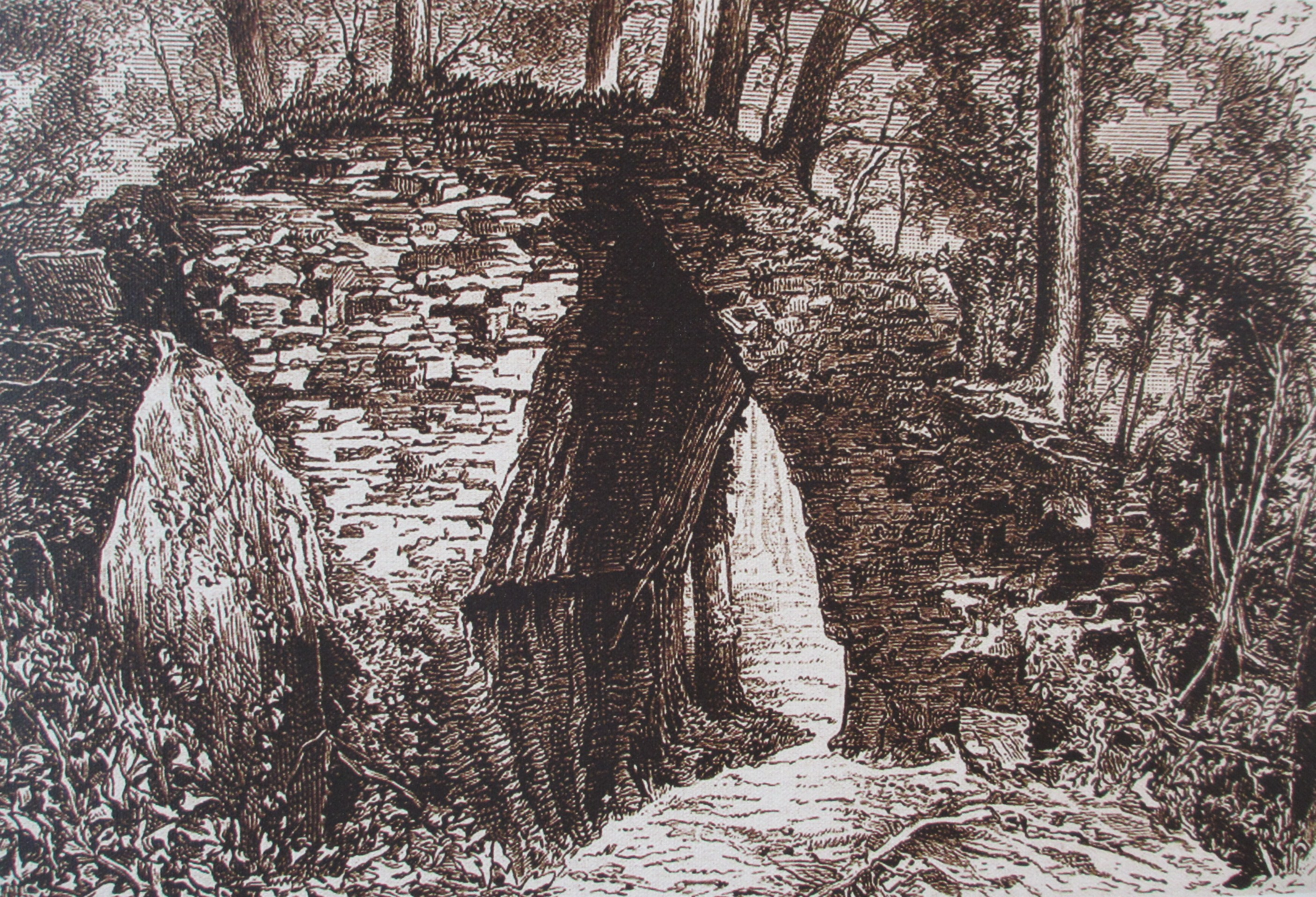
Litografia del francés Désiré Charnay quan descobrí Comalcalco el 1880

Désiré Charnay donà a conéixer el lloc després de la seua estada del 12 al 22 de setembre de 1880, i publicà alguns articles en la North American Review entre 1880 i 1882, així com el seu llibre Els anciennes villes du Nouveau Monde el 1885. Charnay també elaborà un mapa del que anomenà Monticle principal, i que hui és conegut com l'Acròpoli, on localitzà el Palau, els temples 4 i 5, que ell identificà com "torres semblants a les de Palenque", així com altres dos monticles més.
De llavors ençà, visitaren Comalcalco molts viatgers com Frans Blom i Oliver La Farge, al 1925. Tot i que el 1892 s'hi feren algunes excavacions, fins al 1956 no començaren les recerques a càrrec d'especialistes mexicans i nord-americans com: Ekholm, Román Pinya Chan, Andrews i Peniche.

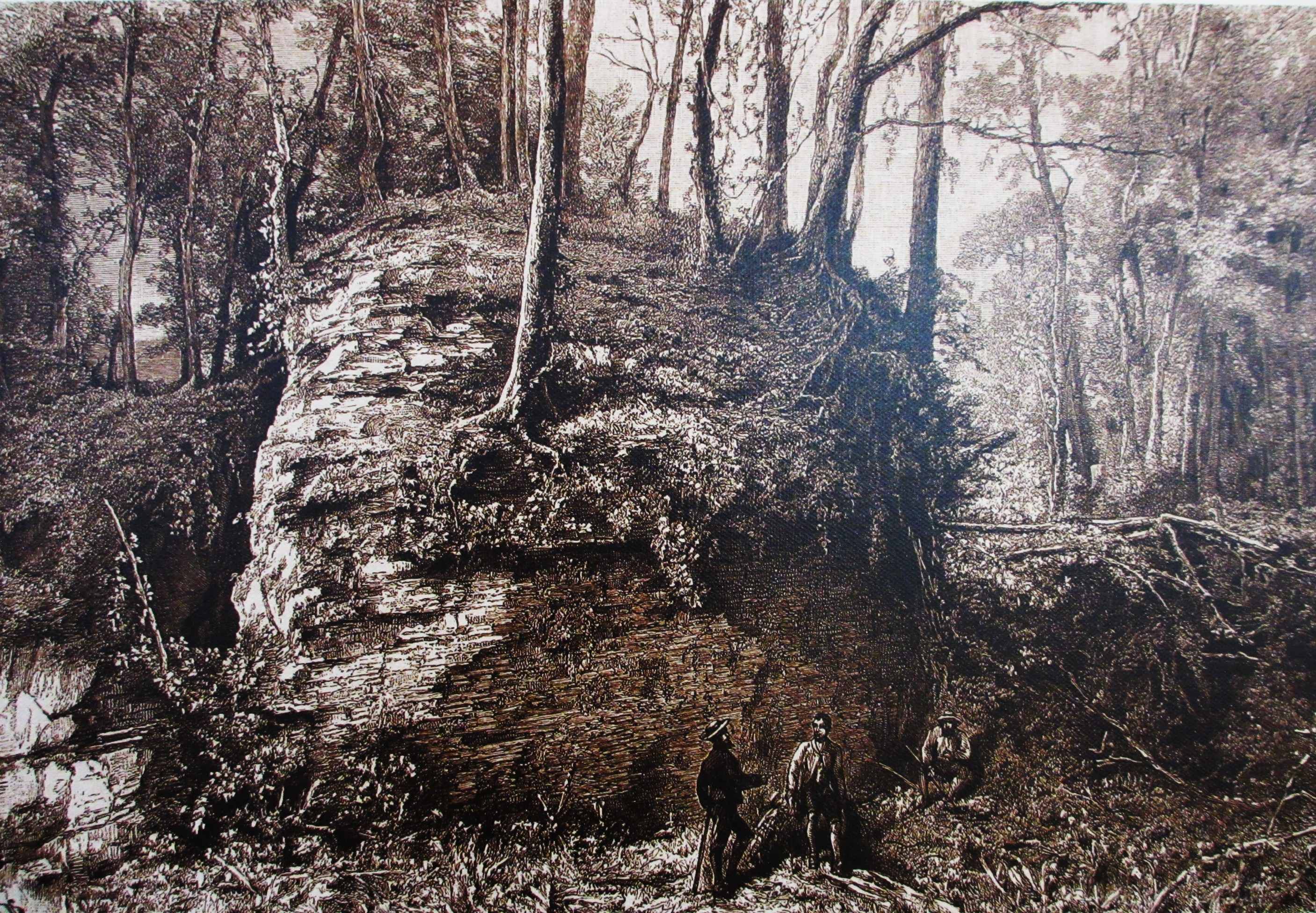
Una altra litografia del descobriment de Comalcalco, realitzada per Désiré Charnay al 1880

## Exploracions
Pedro Romero Torres 1892
Pedro Romero hi feu les primeres excavacions quan el francés Désiré Charnay el descobrí al 1880. Els treballs de Romero se centraren en la base de la Gran Acròpoli el 1892. Els resultats d'aquests treballs arqueològics foren fonamentals perquè revelaren l'existència de dos tipus de sistemes de construcció en l'arquitectura monumental, el més antic elaborat amb basaments de terra compactada, recoberts amb aplanats de morter (fet de calç de petxina cremada). Sobre aquests cossos s'alçaren temples i estructures habitacionals però amb maçoneria de maó, la qual cosa constitueix un segon sistema constructiu, més tardà.
Dissortadament, les imatges que il·lustraven el treball de Romero es perderen quan li furtaren un maletí a la ciutat de Puerto México, Veracruz.
Expedició de Frans Blom i La Farge 1925

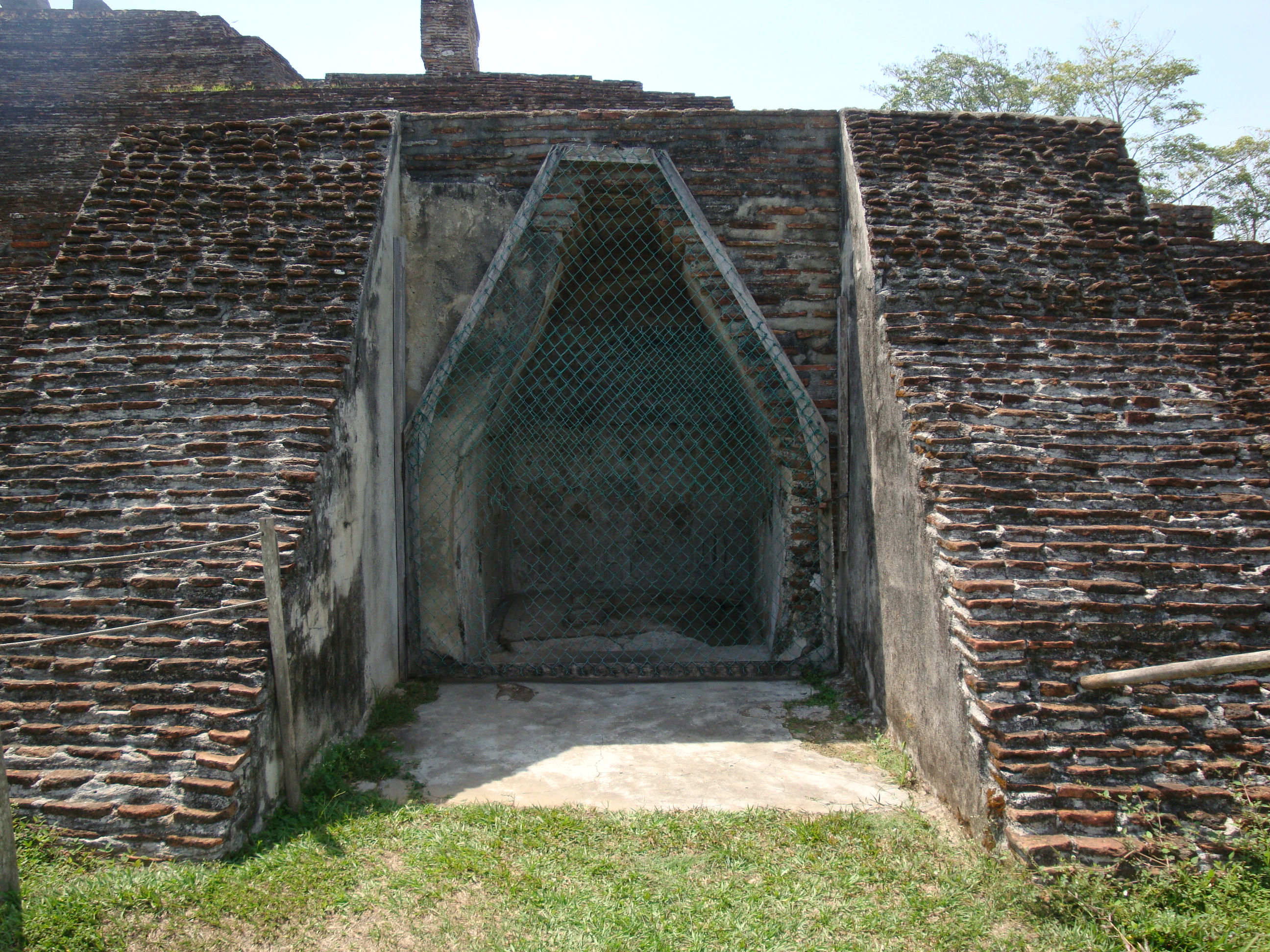
Tomba dels Nou senyors de la nit, descoberta per Blom i La Farge el 1925

El 1925 arribaren a Comalcalco l'arqueòleg Frans Blom i l'etnòleg Oliver La Farge. A aquests investigadors es deu l'elaboració del primer pla de l'àrea central que incloïa la plaça Nord, així com inèdites preses fotogràfiques i litografies dels edificis de la Gran Acròpoli. Correspon també a aquests científics el descobriment d'una cripta funerària, anomenada Tomba dels nou senyors de la nit a causa del nombre de personatges representats. Aquestes escultures modelades en estuc contenien uns cartutxos glífics amb el nom de les persones que formaven part del seguici del Kujjul Ajaw o 'Diví Senyor' allí soterrat. Les descripcions d'aquests treballs s'editaren en el llibre Tribus i temples, del 1926.
Els treballs de Gordon Ekholm i Edwin Litman, 1956-1957
El 1956 n'hi arribaren procedents del Museu d'Història Natural de Nova York. Els investigadors excavaren el costat sud del Temple VII, i hi descobriren la façana principal d'un edifici amb cossos esglaonats i decorats amb mascarons i figures fetes d'estuc.
Els treballs de Román Piña Chan, 1960
El Dr. Román Piña Chan feu una excavació arqueològica a la façana sud del Temple VI. Durant aquesta recerca es recuperà l'escultura arquitectònica que representa el Déu Kinich Ajaw, així com el rostre d'un personatge barbut amb una banda frontal decorada amb esferes de cotó, hui exhibida a la sala maia del Museu Nacional d'Antropologia i Història de Ciutat de Mèxic.
Per tal de protegir la cripta funerària descoberta per Blom i La Farge, tancaren la volta de la tomba, que havia quedat exposada des del 1925.
Els treballs de George F. Andrews, 1966
Fins a mitjan s. XX, Comalcalco era reconegut pel seu particular sistema constructiu de maçoneria de rajola, així com pels tres edificis funeraris. L'extensió del lloc i la seua conformació eren una incògnita. Gràcies als treballs del 1966 de George F. Andrews i el seu equip procedents de la Universitat d'Oregon, es feu el primer pla topogràfic de l'assentament, que revelà que l'àrea principal tenia una extensió de 72 hectàrees.

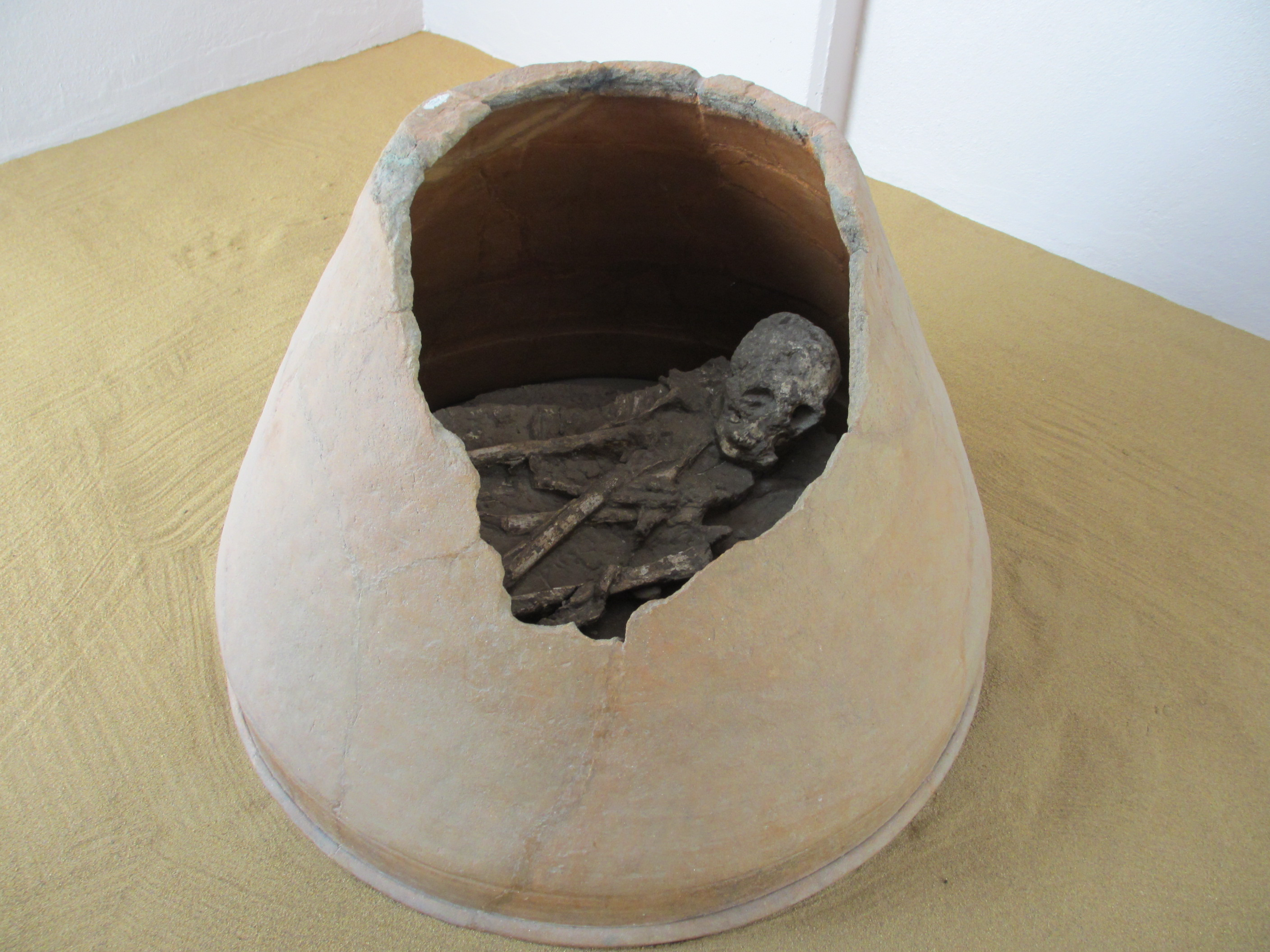
Una de les set urnes funeràries descobertes per Francisco Cuevas i Mario Pérez-Campa al 1991

Es publicà llavors el primer llibre dedicat al jaciment arqueològic de Comalcalco, titulat Comalcalco, Tabasco, Mèxic, An Architectonic Survey, el qual incloïa més d'una dotzena de plànols topogràfics, dibuixos, fotografies i un interessant text que ressaltava la importància del jaciment.
Els treballs de Ponciano Salazar Ortegón, 1972-1982
Ponciano Salazar, durant deu anys excavà i feu una conservació intensiva de quatre temples de la plaça Nord, i de tres de les construccions palatines de la Gran Acròpoli. Durant aquesta temporada, és quan s'aplegà la major part de la col·lecció de maons gravats.
Els treballs de Francisco Cuevas i Mario Pérez, 1991
El 1991, els arqueòlegs Francisco Cuevas i Mario Pérez-Campa excavaren i alliberaren el Temple IIIA de la plaça Nord. Gràcies a això, es pogué consolidar l'edificació de la seua part més antiga feta de nuclis de terra i recobriment d'estuc. Durant aquest procés, es descobriren catorze enterraments humans, dels quals set havien estat col·locats dins de grans urnes funeràries fetes de fang.

## Història
Comalcalco és un assentament amerindi edificat i habitat pels maies chontals, que tingué el seu apogeu entre l'any 800 ae, és a dir, cap al final del període preclàssic (200-850 ae) i els inicis del clàssic (850 de). La ciutat sorgí alhora que Palenque i Yaxchilán. Les primeres evidències d'ocupació, però, corresponen a poblats costaners de pescadors i conreadors durant el període preclàssic.

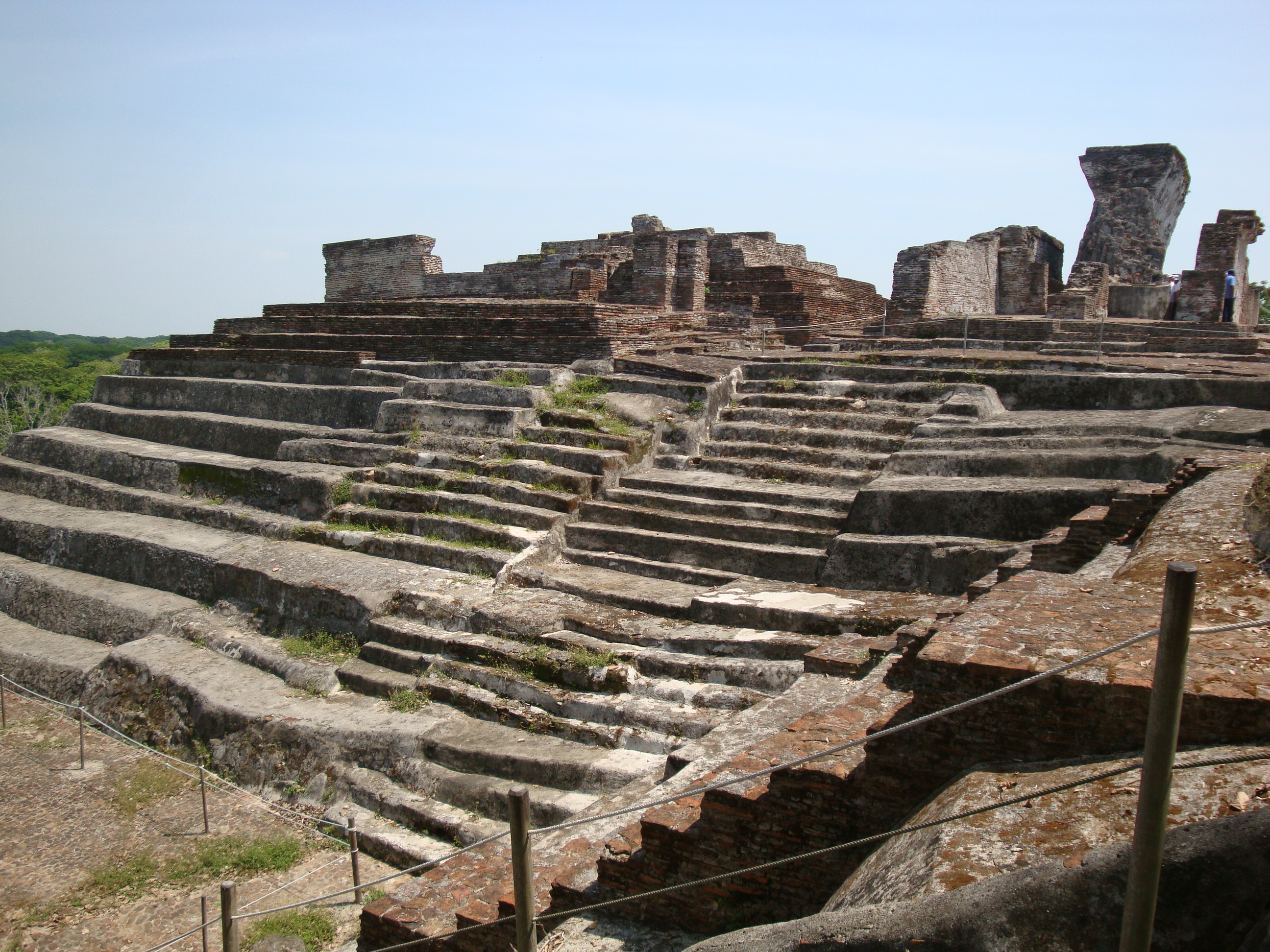
Estructura 5. S'hi aprecien dues èpoques constructives: la primera de terra i estuc i la segona de maó a la part superior

A Comalcalco es distingeixen dues èpoques constructives. La primera, a partir del preclàssic superior, s'inicia l'edificació de construccions de terra amb recobriments d'estuc. La segona època es dona durant el període clàssic tardà, quan s'inicia l'apogeu del lloc, amb construcció d'edificis de rajola i estuc, que s'edificaren sobre les antigues construccions de terra.

### Període preclàssic (2000 ae-250 de)
Les primeres evidències d'ocupació corresponen a poblats costaners de pescadors i llauradors durant el període preclàssic. Davant la manca de pedra, els pobladors de l'època preclàssica usar terra com a material de construcció per als basaments piramidals, i fusta i fulles de palmal en la construcció de parets i teulades des de l'inici de l'ocupació humana, cap al 800 ae i fins al s. VII de.
A partir del preclàssic superior s'inicia l'edificació de construccions de terra amb recobriment d'estuc. Cap al 600 ae Comalcalco ja era una població ben estructurada.

### Període clàssic (250 de-909 de)
A partir del 250 de, els maies de Comalcalco començaren a construir amb maons de fang cuit units amb argamassa de calç i arena. Fabricaven la calç coent grans quantitats de petxines provinents de la llacuna de Mecoacán i altres llocs propers. Només llavors fou possible construir els temples amb voltes i cresteries que caracteritzen l'arquitectura maia.

#### Esplendor

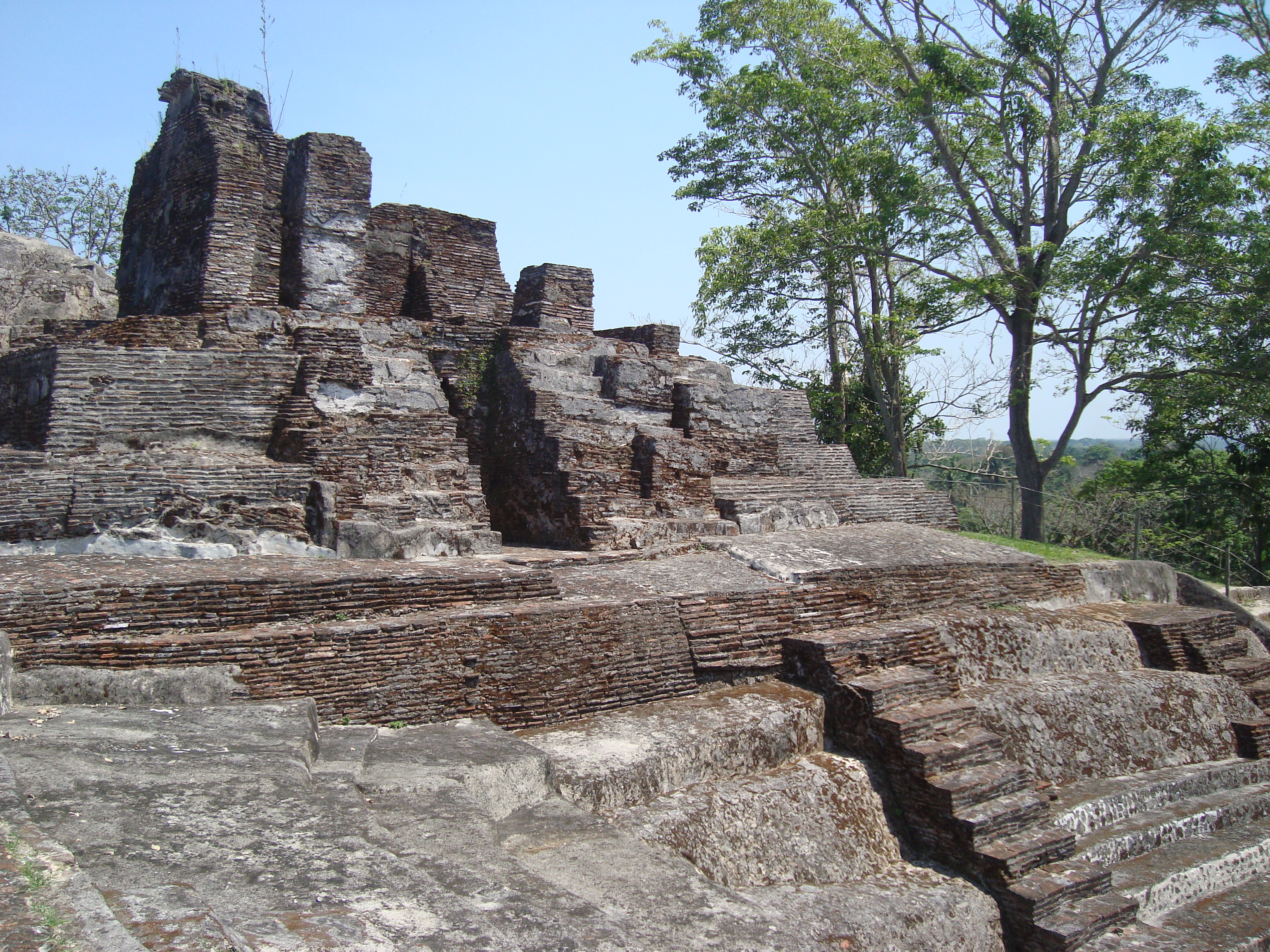
Temple IV

Joy Chan (Comalcalco) fou la ciutat maia més important de la regió nord-occidental durant el 550 al 900 de: esdevingué un important i estratègic punt comercial de la regió de la Chontalpa. La seua situació geogràfica propera al llavors marge dret del riu Mazapa-Mezcalapa o Dues Boques (hui riu Seco) li proporcionà una posició privilegiada per al trànsit de mercaderies entre la costa del golf de Mèxic i la península de Yucatán respecte a l'àrea del riu Usumacinta, així com de l'Altiplà central i l'extrem nord del golf de Mèxic.

#### Guerres contra Tortuguero i Palenque
Aquesta important posició estratègica de la ciutat ocasionà diverses guerres entre ciutats maies pel domini de l'àrea. El Monument VI, actualment al Museu d'Antropologia Carlos Pellicer, esmenta el senyor de Tortuguero, el nom del qual era Balam A Jaus, que tenia una aliança amb el senyoriu de Palenque, segurament per llaços sanguinis, per estendre el seu poder a la regió, emprengué algunes guerres durant el seu regnat, i capturà el senyor de Comalcalco anomenat Och Ballam, "el sagrat Senyor de Joy Chan"; l'estela manifesta que fou un bany de sang ocorregut el 22 de desembre del 649 de; a partir de llavors, Joy Chan fou súbdita de l'esfera política de Tortuguero.
En decaure el senyoriu de Comalcalco, a mitjan s. VI de, el tribut passà als nous governants assentats a Tortuguero. Balam A Jaus, senyor de Tortuguero, nomena el seu fill com a nou governant a Comalcalco.

#### Abandó
Comalcalco, igual que moltes altres ciutats del món maia, fou abandonada al voltant del 900 de, durant l'anomenat col·lapse maia, un dels misteris més grans de l'arqueologia. Entre els anys 800 al 900 de, les ciutats maies de les terres baixes del sud de Mesoamèrica entraren en un procés de declivi i s'abandonaren poc després. N'hi ha distintes teories sobre la causa: un canvi climàtic que originaria sequeres, inundacions i falta d'aliments, rebel·lió camperola, malalties i epidèmies o col·lapse de les rutes comercials.

## Descripció del lloc

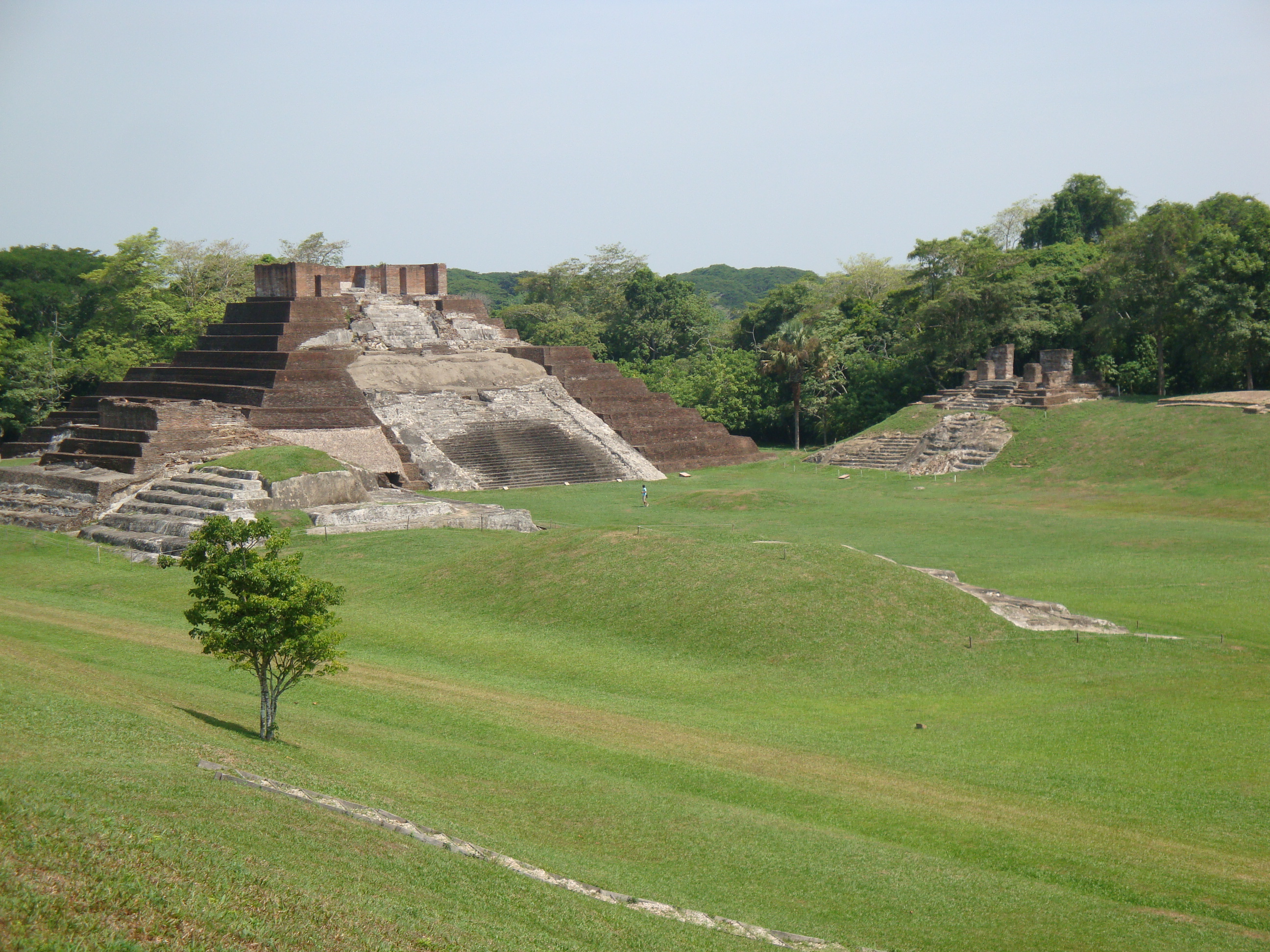
Edificis de la plaça Nord.

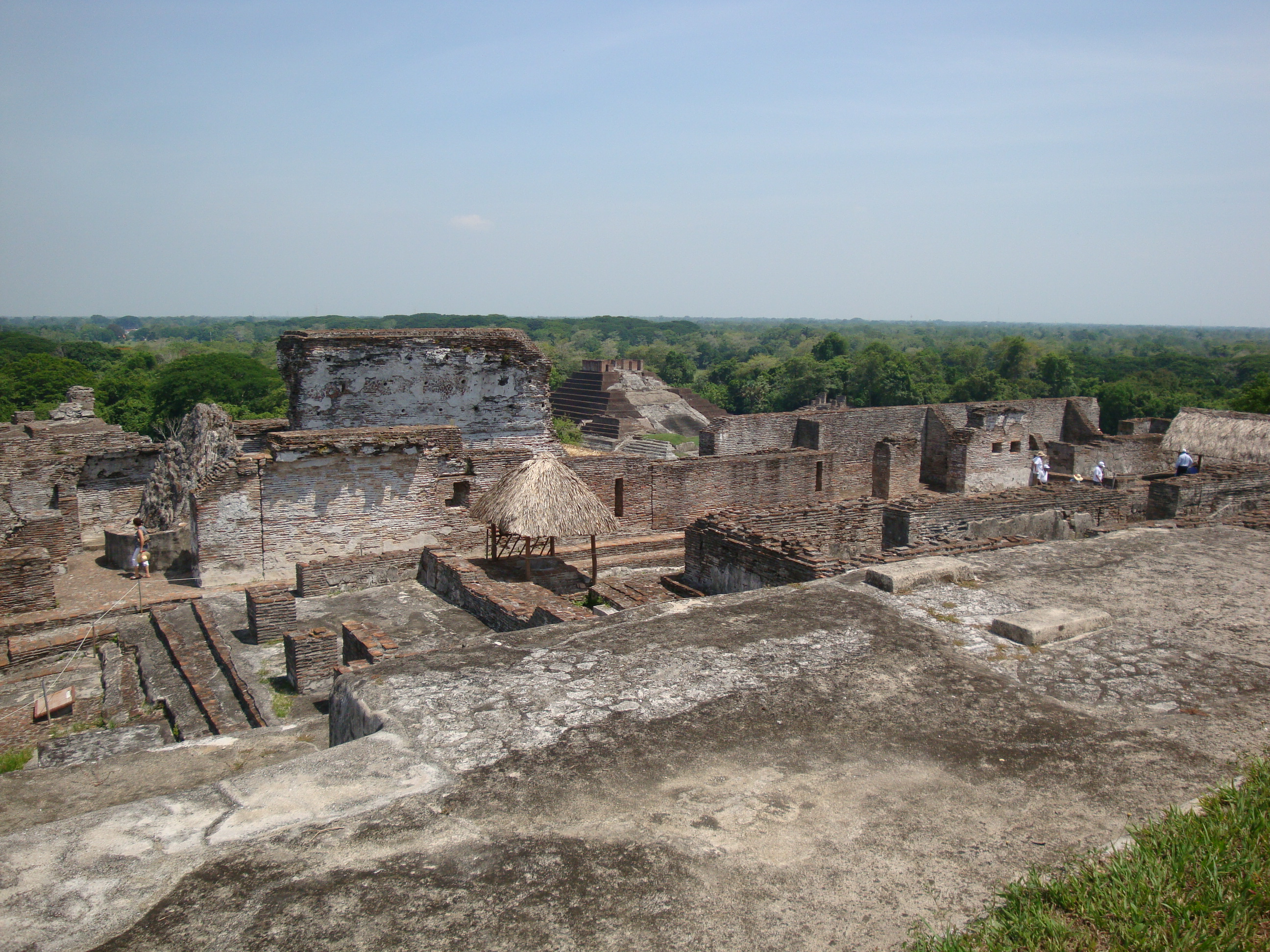
Edificis de la Gran Acròpoli

L'arquitectura de Comalcalco és un exemple del tipus de construcció maia que s'expandí per la plana costanera de Tabasco durant el període clàssic. La característica que els fa únics és que els edificis són fets de rajola, i això els dona un aspecte diferent als d'altres llocs que mostren construccions amb pedra.
L'alt desenvolupament tecnològic dels arquitectes maies és evident amb el descobriment d'una intricada xarxa de canonades de fang per drenar l'àrea. Una particularitat interessant dels materials amb què feren els edificis és que els maons utilitzats mostren, en una de les seues cares, diversos motius decoratius, amb dissenys antropomorfs, zoomorfs, epigràfics, simbòlics, geomètrics o arquitectònics. Les peces són decorades amb incisió, pintura o modelatge.
A Comalcalco, doncs, hi ha grans edificis els vestigis dels quals testifiquen una arquitectura monumental, semblant a la d'altres jaciments del període clàssic maia, però diferents pel material de construcció emprat.
Quant a la distribució dels edificis, no sembla haver-hi un patró d'organització, ja que no pot parlar-se d'un eix a partir del qual s'haja construït la ciutat, com succeeix en altres llocs, sinó que s'observen diversos grups de construccions que delimiten places amb una orientació aproximada als punts cardinals.
Els temples i les cases habitació s'alcen sobre elevacions fetes artificialment amb terra barrejada amb corfa de crassostrea i recobertes d'estuc.
A l'àrea monumental de Comalcalco hi ha tres grups arquitectònics: la plaça Nord, la Gran Acròpoli i l'Acròpoli de l'Est. Tot i trobar-se molt a prop l'un de l'altre, cada conjunt mostra un ordenament propi. En tots n'hi ha edificis monumentals. Hi destaquen 16 edificacions corresponents a espais de culte, temples i administració, així com estructures residencials.

### Conjunt de la plaça Nord
És una sèrie de construccions que delimiten una esplanada rectangular l'eix longitudinal de la qual s'orienta d'est a oest, i al seu damunt es van construïren tres petits altars no explorats encara. L'accés principal a aquesta plaça és a l'extrem sud-est, on s'observa un gran clar sense construccions. Altres accessos secundaris són a les cantonades de la plaça en forma de passadissos estrets entre les estructures arquitectòniques.

#### Temple I

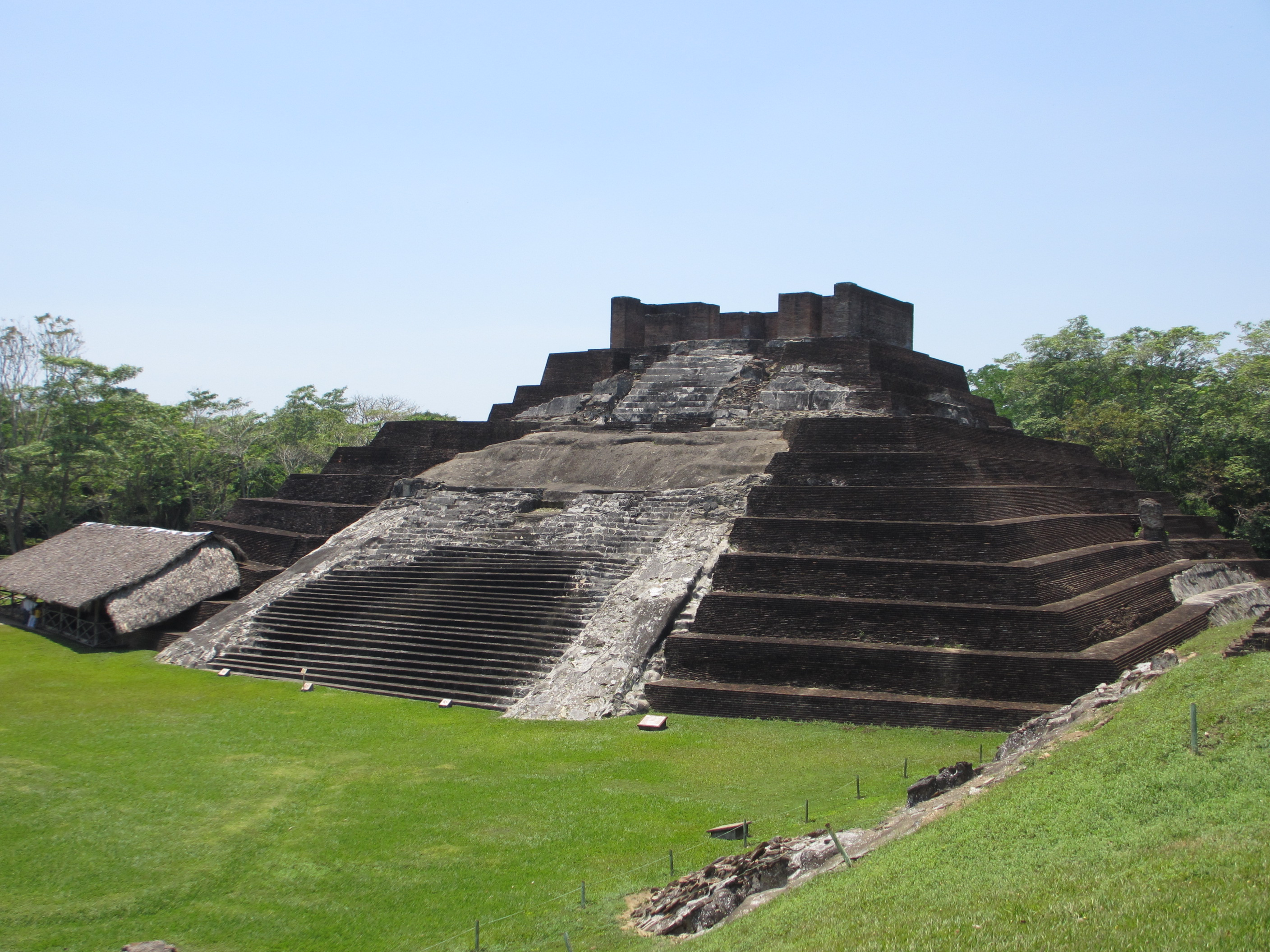
Temple I

Es troba a l'extrem oest de la plaça Nord. N'és el més gran i s'eleva uns 20 m sobre el nivell de la plaça. S'hi s'observen dues èpoques constructives sobreposades. La més antiga, elaborada amb un nucli de terra coberta amb un aplanat d'estuc, ix l'escalinata central formada per trenta-quatre esglaons i delimitada amb cabirons.
Al cantó sud-est del primer cos del basament, se sobreposen quatre capes d'estuc decorades amb figures modelades amb el mateix material. Tot i que la majoria de les figures es troben fragmentades, es conserva en bon estat una figura d'un personatge recolzat sobre una banca, agafat pels cabells per un altre individu del qual només resten un braç i les cames, corresponents a la segona capa.
La segona època constructiva es mostra en una piràmide esglaonada amb murs en talús construïts amb maons i formada per dotze cossos. Fins al vuité cos es puja per una àmplia escala delimitada amb cabirons: ací hi ha una ampla cruïlla. A partir d'aquest punt, hi ha tres cossos més de dimensions semblants i un d'alçada molt menor. Aquesta secció del basament, amb una escalinata de dimensions reduïdes i amplària menor, té sobre els seus primers esglaons una escultura elaborada en basalt que presenta un crani.
El temple situat a la part superior de la piràmide conté dues cambres allargades rectangulars i actualment sense sostre. A la primera se n'entra per d'un pòrtic de tres entrades delimitades pels murs laterals de l'edifici, així com dos pilars rectangulars, i l'entrada central és més ampla que les altres dues. La segona estança és a la part posterior de la primera i té com a accés un pòrtic tan ampli com l'entrada principal. Al fons hi ha un altar el front del qual dona a l'entrada central, aquest conté una banqueta de poca alçada de la qual s'alcen dos murs que devien sostenir un sostre, a semblança dels altars interiors de Palenque. El sostre del temple s'esfondrà, però per les restes existents pot afirmar-se que l'exterior n'estava decorat amb figures modelades en estuc.

#### Temple II

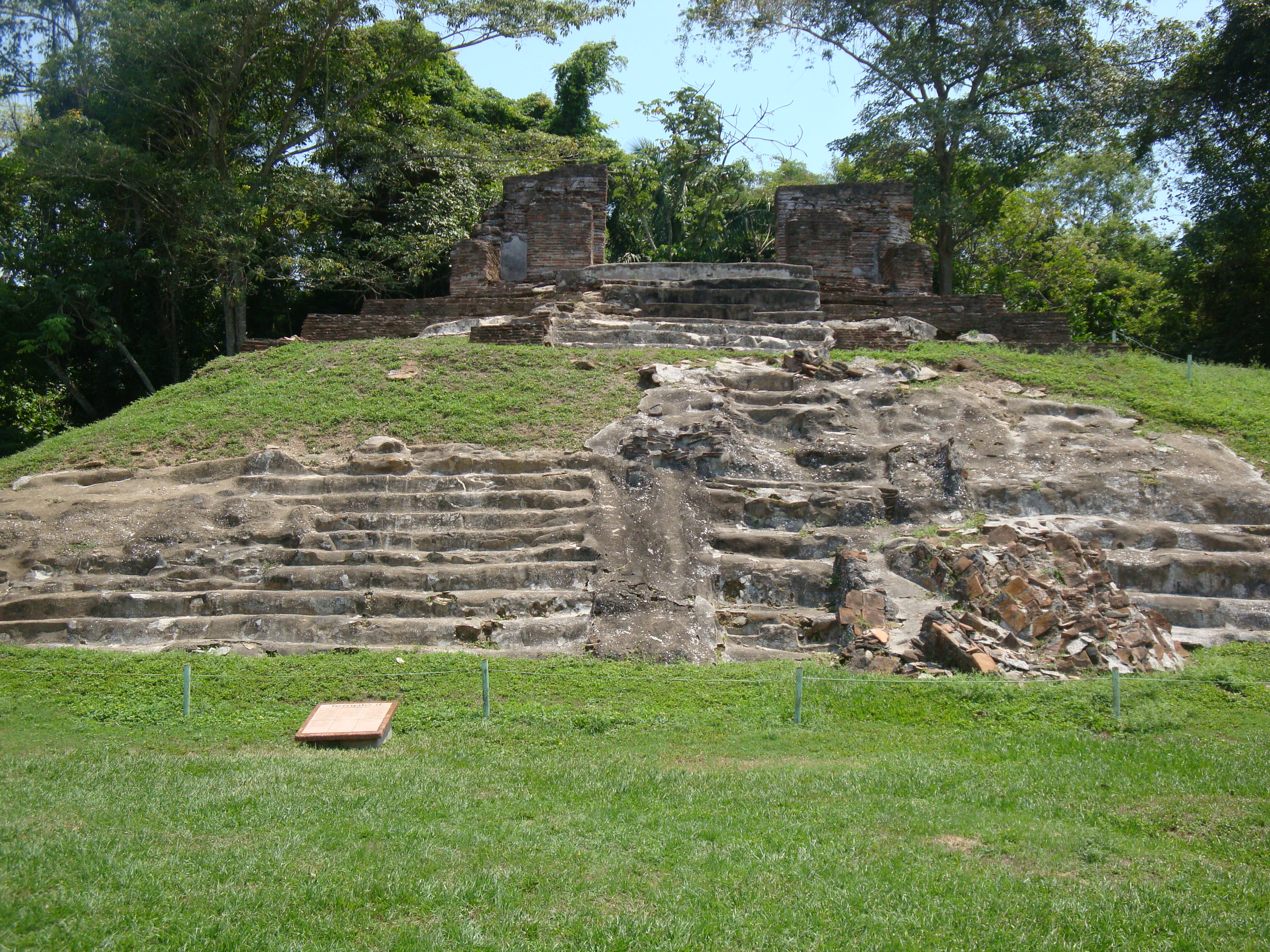
Temple II

És un conjunt que delimita el costat nord de la plaça. El formen estructures connectades en un eix est-oest, l'extrem nord-est del qual ja ha estat explorat, i s'ha anomenat Temple II.
Aquest conjunt està molt deteriorat i només s'hi pot observar, a la façana principal, l'inici d'una escalinata dividida per un cabiró central que abasta quasi tota l'extensió de l'estructura. El basament té un nucli de terra piconada recoberta d'estuc. Algunes restes de maons sobre el basament indiquen que se n'esfondraren per la part superior.
El primer grup d'escalinates acaba en una terrassa de 2,15 m d'ample d'una època posterior, construïda amb rajoles. A partir d'aquesta terrassa, hi ha una petita escalinata de quatre esglaons, que acaba en l'entrada principal del temple, les cambres del qual tenen la mateixa distribució que la dels altres temples.

#### Temple III

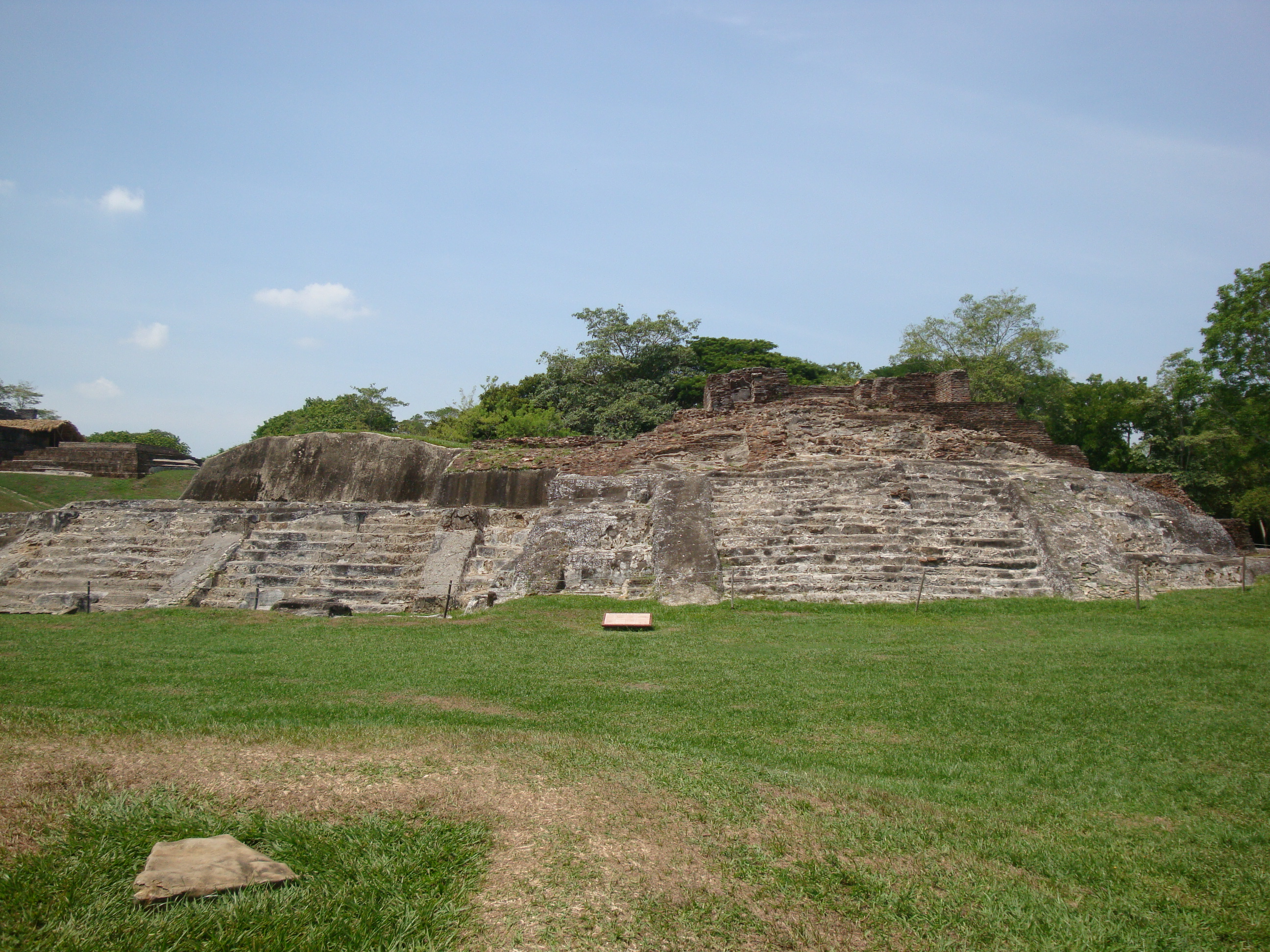
Temple III i III-A

És una estructura piramidal que consta de tres etapes constructives visibles. De la més antiga s'observa sols la façana principal i devia formar part del front de les altres dues etapes constructives. Aquesta construcció té tres cossos esglaonats en talús i escalinata central delimitada amb cabirons. Els graons tenen revestiment d'estuc i alguns són recoberts amb rajoles.
La segona etapa constructiva té també tres cossos esglaonats en talús i només és visible en l'angle sud-oest.
L'última etapa es construí amb maons fins a formar cinc cossos, dels quals queden pocs vestigis, la façana principal conté una escalinata d'una amplària menor que la construïda per a la primera etapa i es delimita també amb cabirons. Aquesta escalinata dona accés a un parell de cambres amb parets de maó, que, igual que el pis, estan recobertes d'estuc. Aquest conjunt consta d'un pòrtic amb pilastres, amb una àmplia entrada que dona accés a una cambra sense sostre, que té un altar col·locat a la part posterior i la divideix en tres parts. No es coneix el costat est de la piràmide, perquè està unit a l'estructura coneguda com a Temple III-B.

#### Temple III-A
És un basament parcialment explorat, que pel seu sistema de construcció consistent en terra piconada amb recobriment d'estuc i petxina, està mal conservat, i per això és difícil entendre la disposició dels seus elements arquitectònics.
En direcció est, al costat de l'escala central s'aprecia el que degué una cambra on s'observa un nínxol i una banqueta. En general, l'estructura apareix amb cossos esglaonats sense ordre. Parets i pisos estan recoberts amb una capa d'estuc i petxina. A la cantonada nord-oest hi ha cinc nivells diferents de pis.

### La Gran Acròpoli

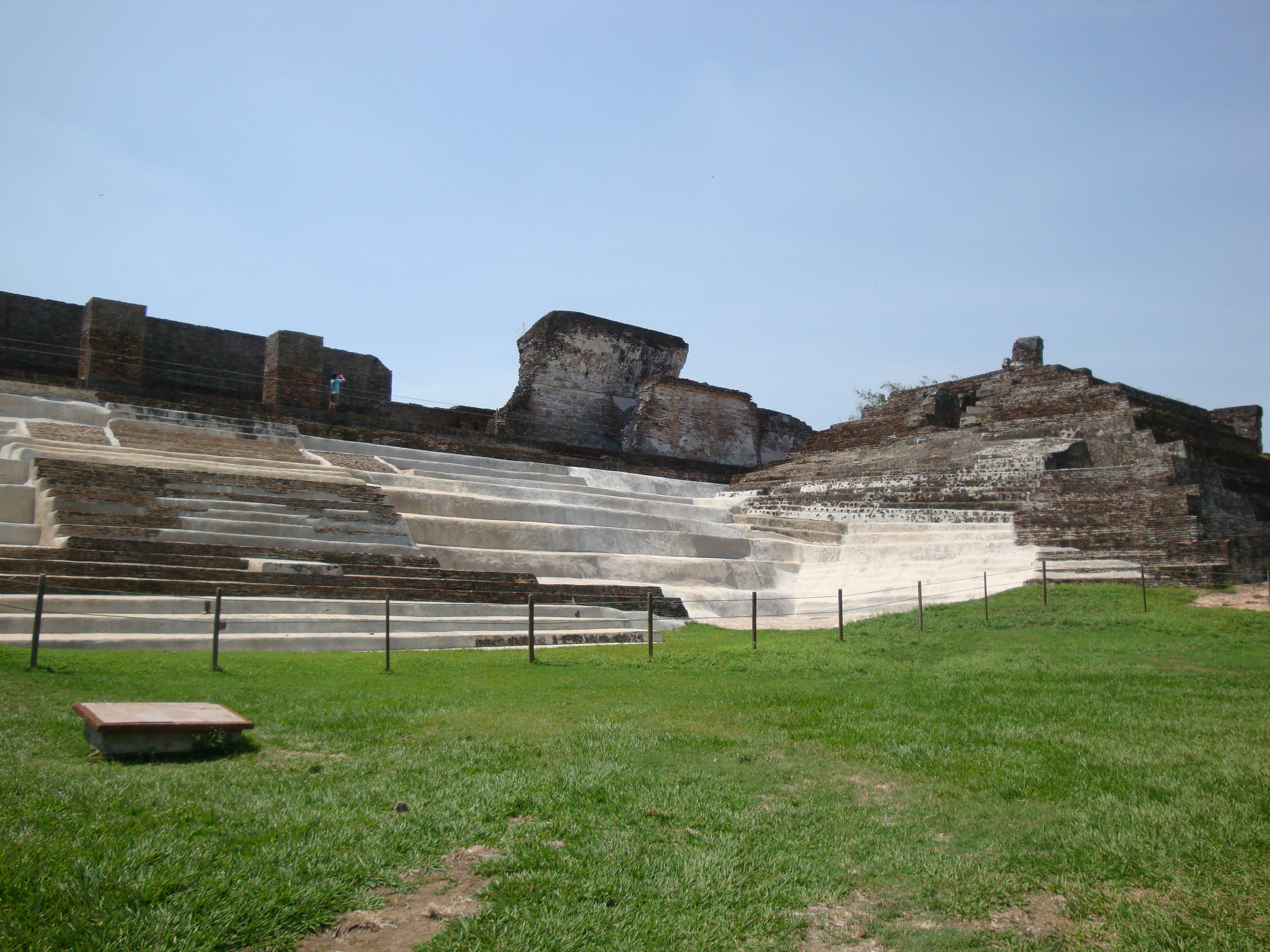
Façana del Palau i el Temple V, conjunts pertanyents a la Gran Acròpoli, a la ciutat maia de Comalcalco, Tabasco

Aquest conjunt manifesta l'edificació contínua d'estructures al pas del temps, les quals s'annexaven a les ja existents segons les necessitats d'espai dels habitants. Alguns temples tenen també una cambra amb volta d'ús funerari dins del basament sobre el qual estan edificats els temples, que fan de temple i de tomba. Ressalten els patis, un altar a dins del Pati Enfonsat, així com l'estany a l'est del Palau.
És un complex arquitectònic que agrupa, sobre un mateix basament, una sèrie d'edificacions possiblement civils i religioses, disposades en diferents nivells. Conté una plataforma artificial amb una alçada màxima de 35 m i 175 m de longitud a la base del costat est, de forma aproximadament rectangular. El seu eix longitudinal s'orienta cap a nord-sud, i dels angles nord-oest i sud-oest es desprenen dos basaments annexos que es van cap a l'oest; tot el conjunt té forma de "O", que delimita tres costats d'una plaça.[18] Sobre el basament hi ha una sèrie de temples, tombes, terrasses i patis, però sens dubte la construcció més important és el palau.

#### El Palau

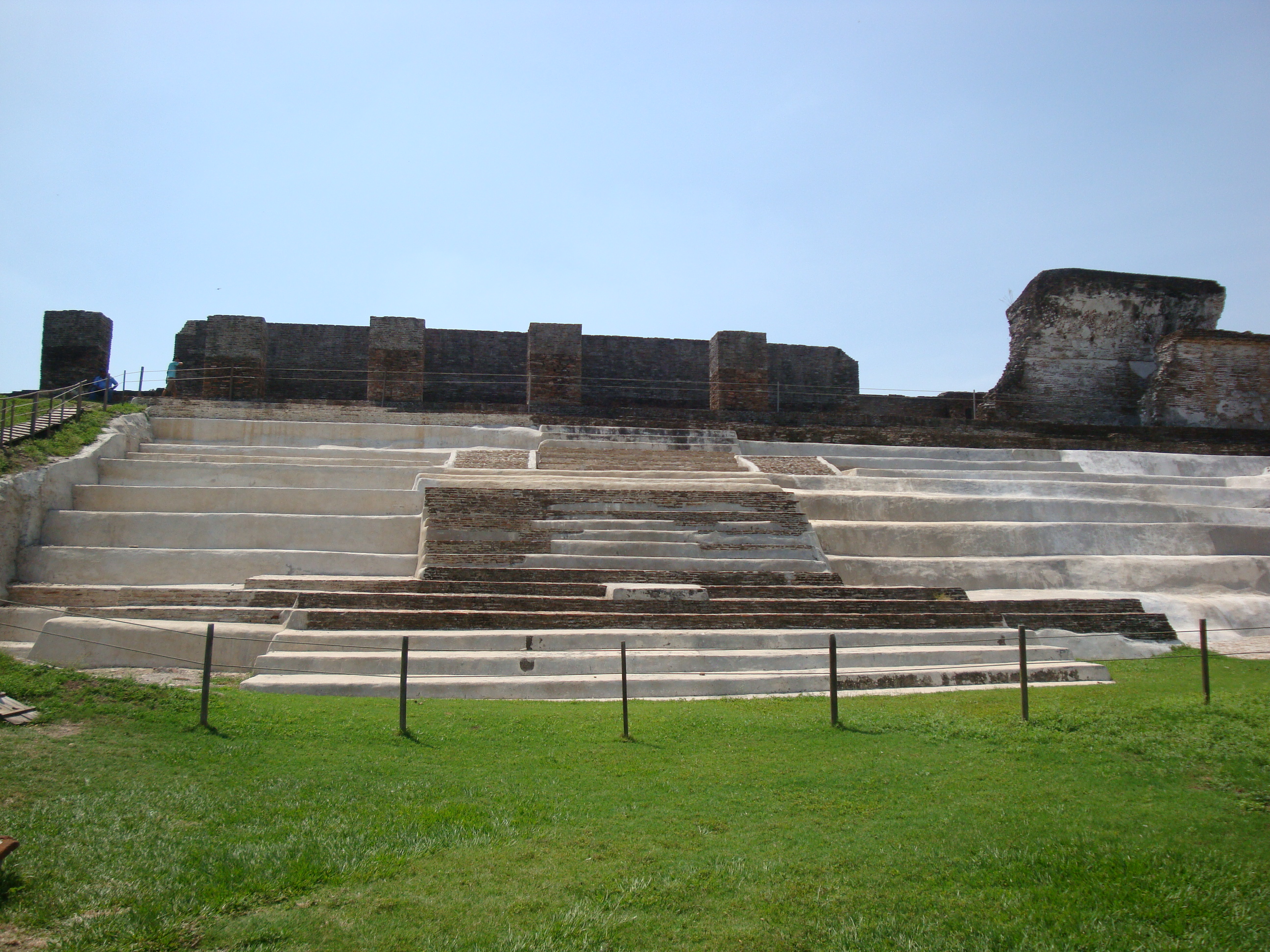
El Palau

Aquest edifici ocupa el centre del basament i fa 80 m de llarg, 8 m d'ample i una alçària de 9 m. Es compon de dues galeries paral·leles que van de nord a sud, amb la façana principal a l'oest. La galeria oest inclou un vestíbul amb vuit clars d'entrada, limitat per pilastres de planta rectangular. Els clars fan entre 2,50 i 4 m i el sostre degué estar sostingut per llindes de fusta, segons s'aprecia en alguns detalls. Al seu extrem sud hi ha un altar recolzat contra la paret. Ambdues galeries es comuniquen amb cinc clars oberts sobre un mur central que les divideix.
La galeria est conté sis cambres, la majoria tenen eixida cap a la part posterior del Palau, i una té un altar adossat al mur est. Com a única decoració, el Palau mostra en l'actualitat quatre petits nínxols al mur central, enfront de la galeria est. Mostra també unes perforacions estretes rectangulars, a manera de finestres al mur est i restes de pintura vermella en les parets. Del sostre en queden alguns vestigis sobre el mur central.

#### Pati Enfonsat
A la part sud de la terrassa de la Gran Acròpoli hi ha unes estructures disposades sobre banquetes, que delimiten un pati enfonsat: al nord, per una estructura habitacional (Estructura 2), a l'est per l'Estructura 3, a l'oest per la part posterior del Palau i al sud pel Temple IV. Aquest pati fa 23 m de llarg i 11 m d'ample.
Sota el pis d'aquest pati, es detectà una complexa xarxa hidràulica, formada per tubs de fang que, connectats a canals oberts, permetien drenar l'aigua del grup d'edificis i passadissos del cim de la Gran Acròpoli.

#### Estructura 1

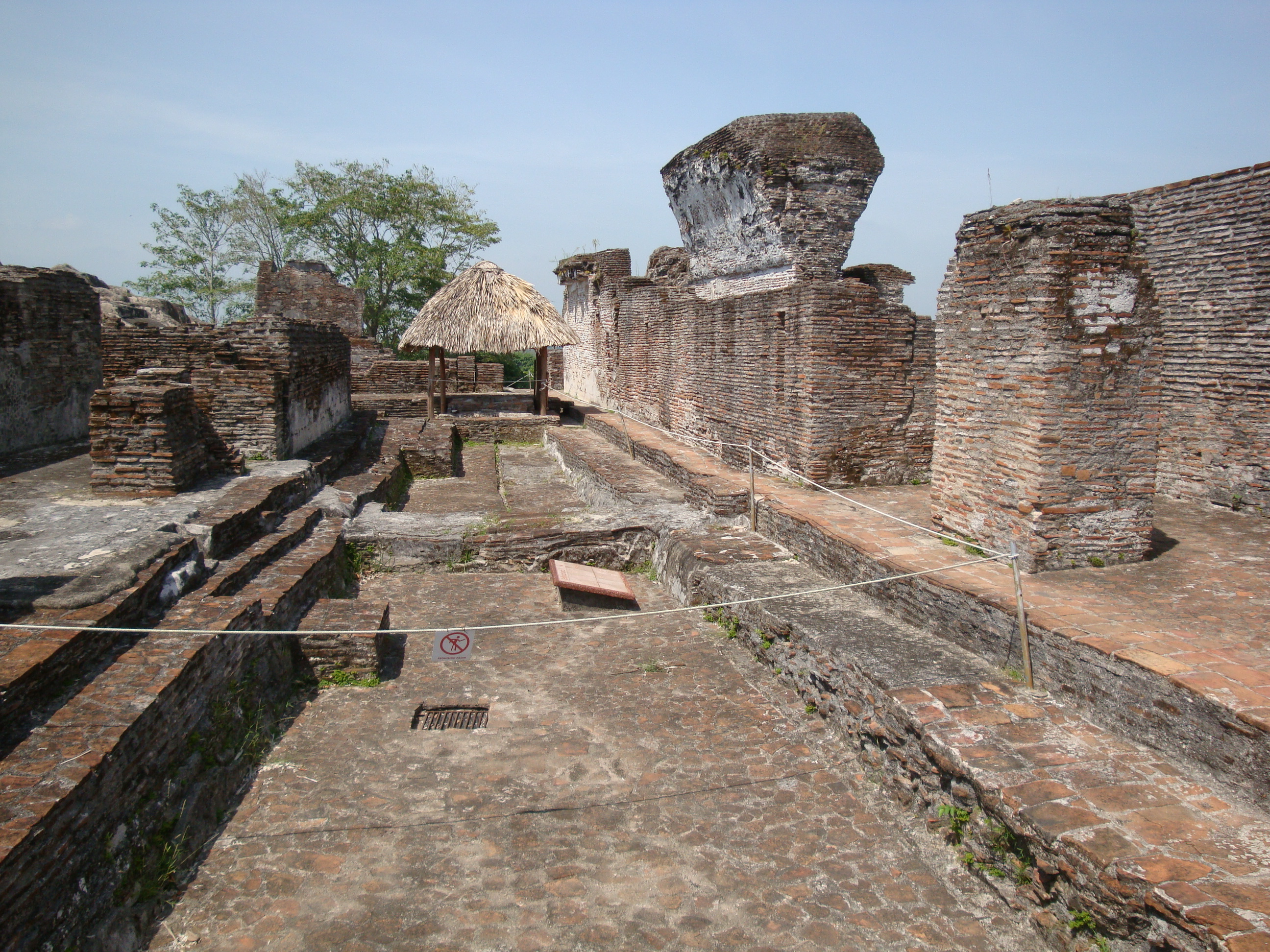
Estructura 1

Aquesta estructura es compon de dues cambres paral·leles de maçoneria, construïdes sobre una banqueta i orientades de sud a nord. Les parets conserven encara restes de pigment roig. La façana principal amb pòrtic és a l'oest i mira cap a un passadís que la comunica amb el Palau. Té també una altra petita entrada amb una curta escalinata que dona al nord on se situa l'Estructura 4. A la cambra frontal hi ha un nínxol i diversos murs divisoris, relacionats potser amb les activitats domèstiques de les famílies que residien a la Gran Acròpoli.

#### Estructura 2
Aquesta construcció erigida sobre una petita banqueta només inclou una estança, a la qual s'accedeix des del Pati Enfonsat. El sostre era de volta i estava decorada a l'interior amb motius antropomorfs modelats, de grans dimensions. La seua funció, igual que la de les estructures 1, 3, 4, 5 i 6, degué ser com a residència de l'elit.
Entre les Estructures 1 i 2 es troba en un nivell inferior un espai, al qual s'accedeix per dos esglaons. Aquest recinte enfonsat o Estany està connectat a una urna de fang de grans dimensions, que té una petita perforació a la base perquè l'aigua continguda vessara a l'"Estany". La funció d'aquest element devia ser ritual per a la població resident, a més, probablement, de gran utilitat per refrescar l'ambient càlid que predomina en la regió durant la major part de l'any.

#### Estructura 3

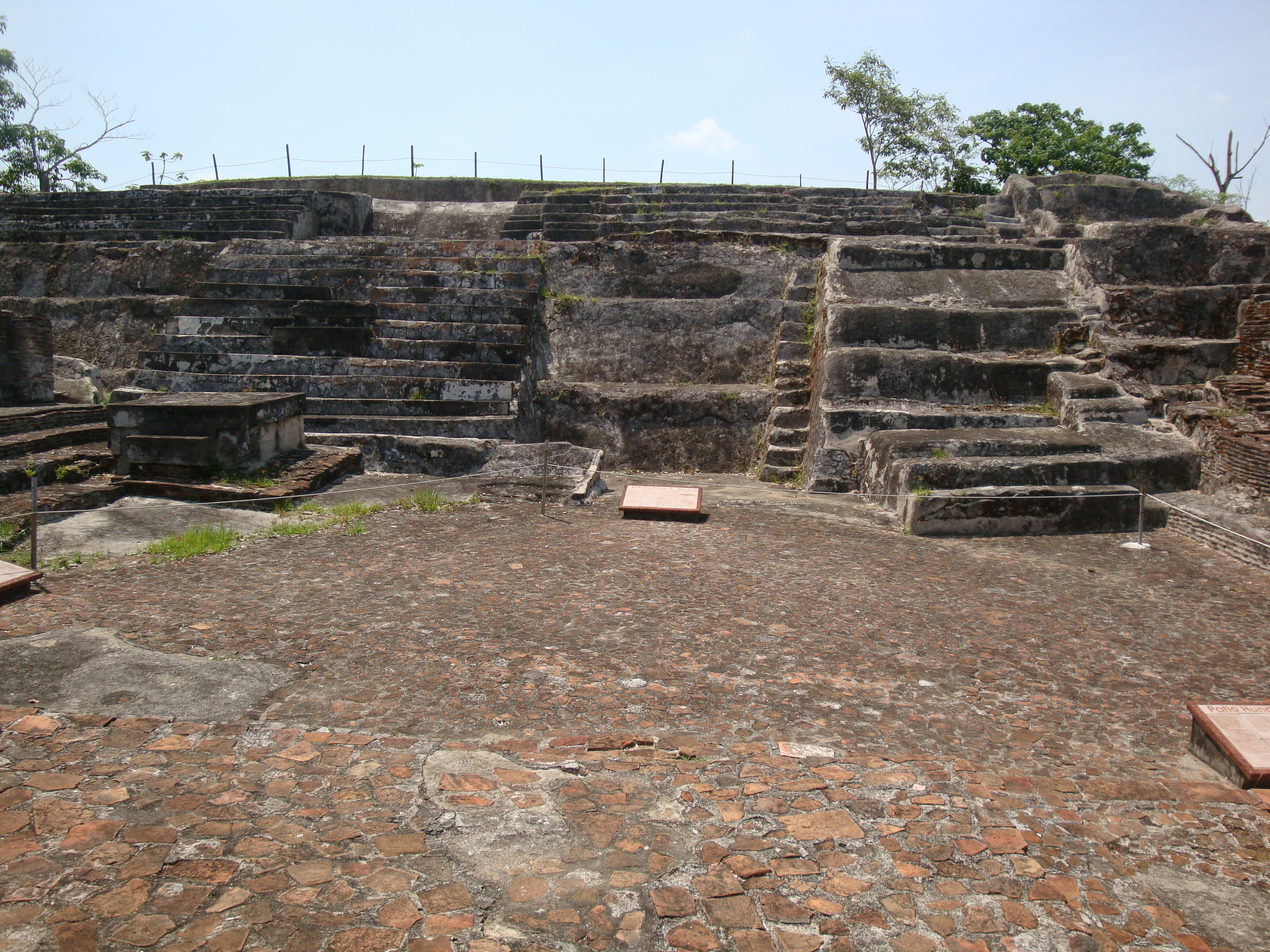
Estructura 3 i el "Pati enfonsat"

Aquesta construcció, malgrat ser la de més altura i preponderància dins la Gran Acròpoli, està feta amb nuclis de terra recoberts d'estuc, sistema de construcció més antic que la maçoneria de maó. Des d'ací, es pot mirar en qualsevol direcció sense que interferisquen altres edificis.
En aquest edifici hi ha diversos cossos en talús superposats i etapes constructives anteriors, en què s'emprava també la terra. En una d'aquestes subestructures, encara s'observa una estructura cúbica anomenada "dau" que podria ser un pedestal per col·locar encensers o torxes. Al cim d'aquest edifici, hi ha diversos pisos d'estuc superposats, i minúscules plataformes de maons, que potser serviren per col·locar pals de fusta. El sostre es faria amb materials peribles. Al capdavant de l'Estructura, hi ha un petit altar sobre el qual es trobaren molts grans de fang, a més d'un petit embalum recobert amb estuc pintat de blau.

#### Estructura 4

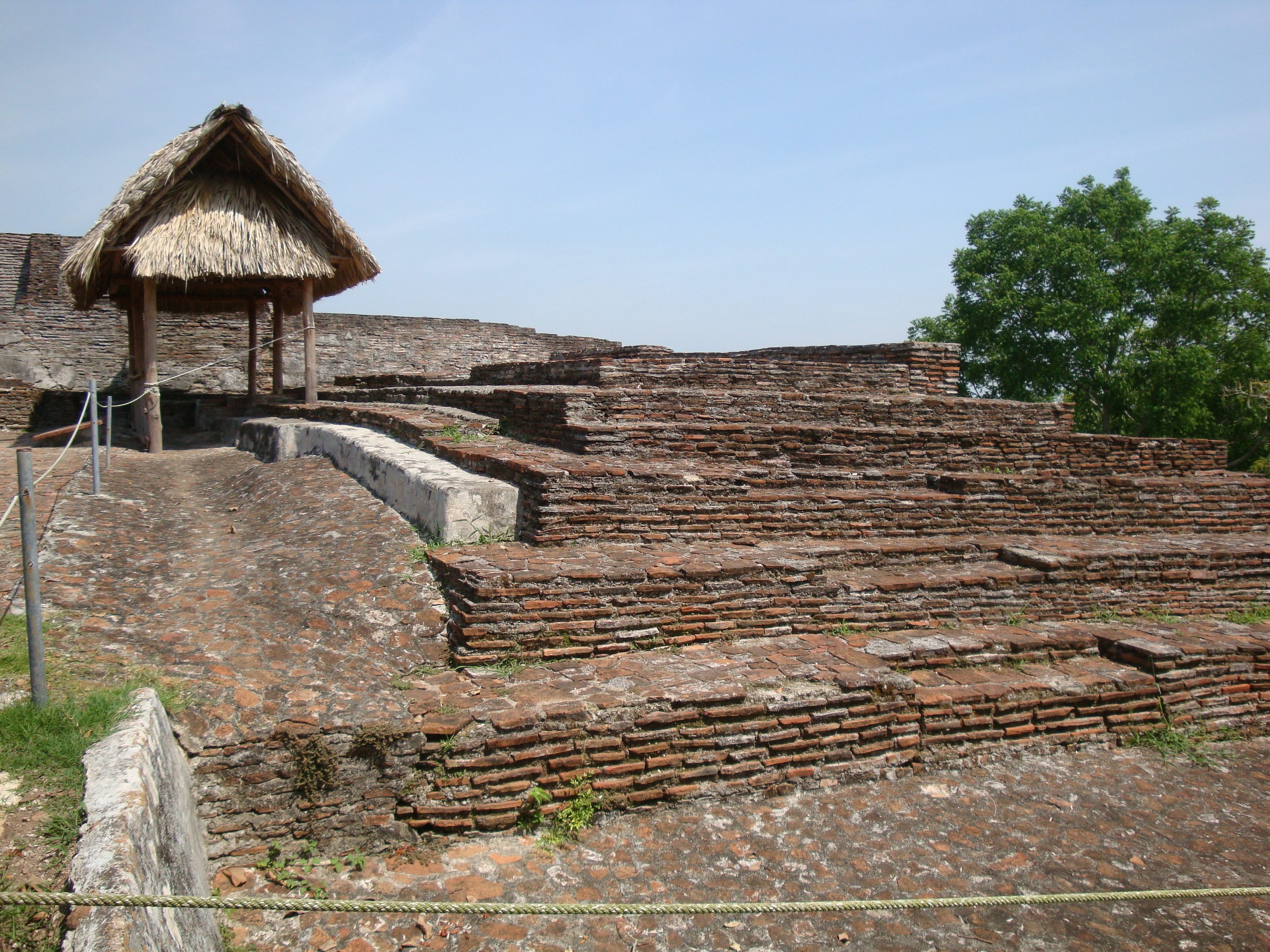
Estructura 4

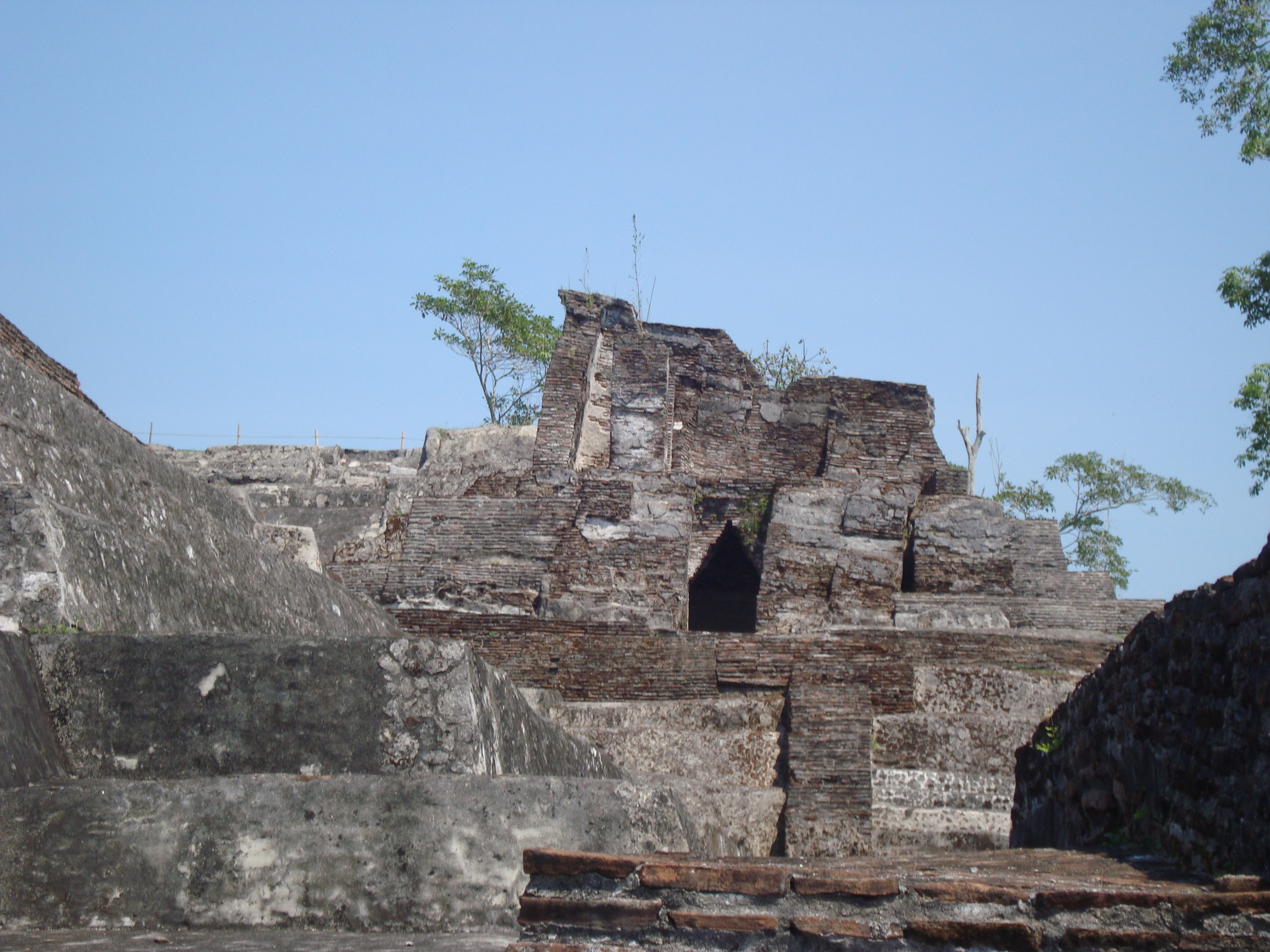
Temple IV. S'hi descobrí una cripta que havia estat tapada en construir l'escala

És una construcció amb una sèrie de cossos superposats que tenen en la façana nord dues escalinates; aquestes convergeixen en una de sola després d'un breu descans abans d'accedir al cim. A la part superior del basament, hi havia possiblement una construcció d'una sola estança orientada d'est a oest de la qual només queden les arrencades d'un mur.
A la façana sud, hi ha una sèrie de figures modelades en estuc, que representen una successió de personatges sedents abillats, dels quals es conserven alguns torsos i extremitats. A la cantonada oest, es troba el fragment del cap d'una au amb els ulls tancats que sosté en el bec un element que sembla representar un gra, potser una pedra verda o "chalchihuite".

#### Temple IV
En aquest temple es descobrí una cripta que havia estat tapada en construir l'escala. Al peu d'aquest temple, en la denominada "Plaça Sud-oest", es trobà un enterrament múltiple. Aquesta estructura és a 12 m cap a l'extrem sud-est del Palau. Fa aproximadament 18,50 m de front per 7,50 m de fons i una alçada de 10 m. Orientada a l'oest, dona a una petita plaça situada en un nivell més baix que el Palau.
És un petit basament de cossos esglaonats amb escalinata central sobre el qual s'aixeca un temple de dues cambres, una que servia de vestíbul i que comunica amb l'altra, que corresponia a un santuari que té adossat un altar a la paret posterior.
Al vestíbul s'observen dues pilastres que delimiten tres obertures que serveixen d'accés al temple. Una entrada més comunica el vestíbul amb el santuari que té adossat un altar a la paret posterior.
Al nucli del basament, sota el temple, es trobà una tomba amb les parets decorades amb figures d'estuc, que desgraciadament havien desaparegut. Aquesta cambra tenia un sostre de maó i barreja de petxina, i hi ha indicis d'haver estat decorada amb estuc. A la part superior de l'estança del temple, es troben restes d'un fris estucat.
El temple estava decorat tant a l'interior com a l'exterior, amb escultures antropomorfes de grans dimensions. Els personatges es modelaren amb una barreja de calç obtinguda de petxines de crassostrea sobre nuclis de maó. Algunes d'aquestes escultures es poden observar al museu del jaciment.

#### La Tomba dels Estucs o dels Nou Senyors de la Nit

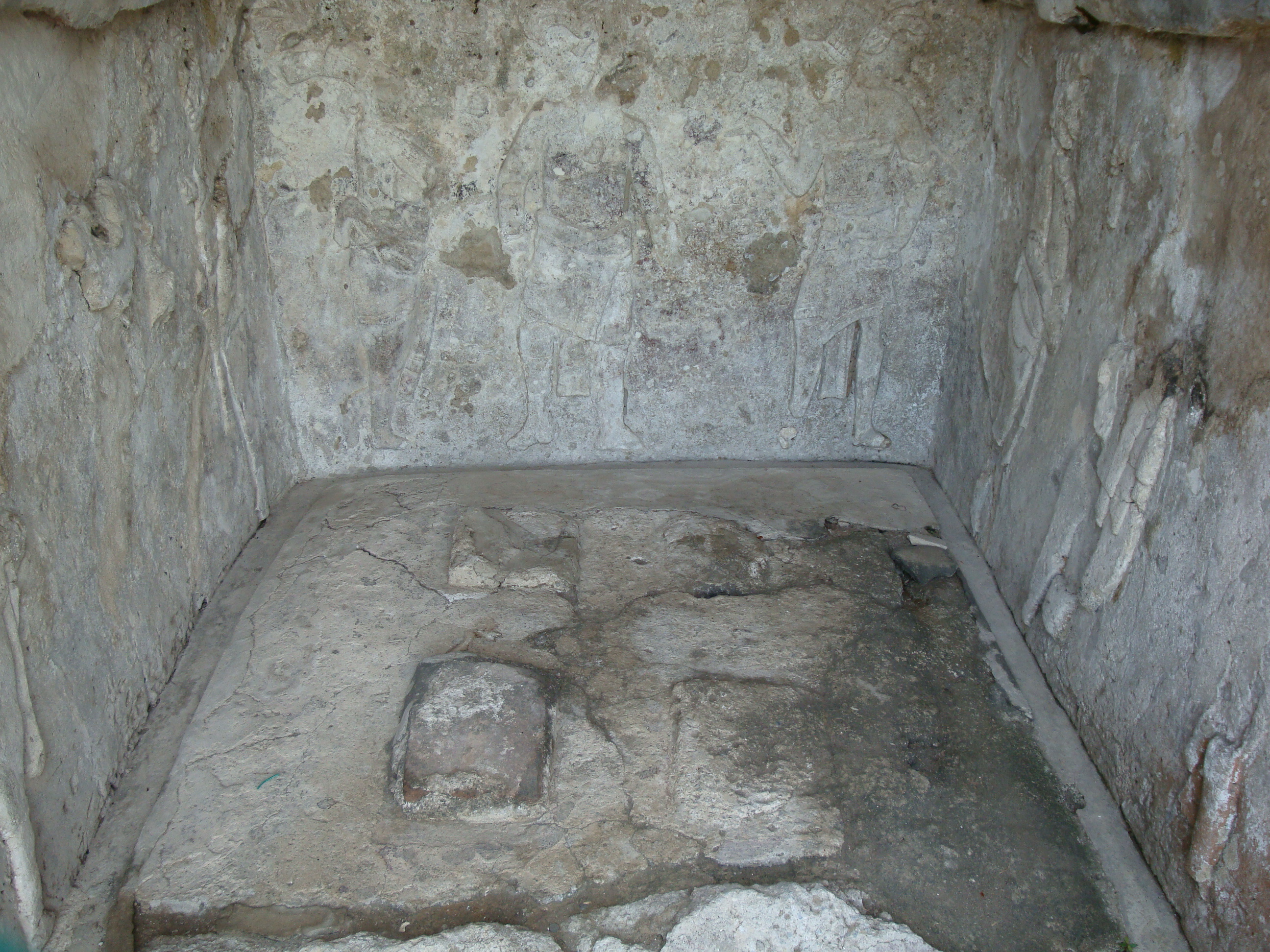
Tomba dels Estucs o dels Nou Senyors de la Nit

Se situa al sud-est del Palau, fa 3 per 3 m i l'alçada aproximada és de 2,8 m. Es considera la més important de les tres descobertes fins ara a Comalcalco, i és semblant en distribució i proporcions a la tomba del Temple IV; aquesta, però, ha perdut la major part del temple superior, i només se'n conserva el basament i la cambra funerària. A les parets de dins hi ha distribuïts nou personatges en relleu d'estuc, que tenien inscripcions jeroglífiques associades a ells.

#### Temple V
És un edifici prou derruït que es troba a 8,50 m a l'oest de l'extrem sud del Palau i orientat al nord, semblant a l'estructura del Temple IV; és un basament amb un temple a la part superior, format per un vestíbul, un santuari i una tomba a l'interior, l'entrada de la qual se situa en un passadís obert al centre de l'escala del basament,[25] i antigament aquesta entrada estava tapada per l'escalinata.

#### Temple VI o Temple del Mascaró

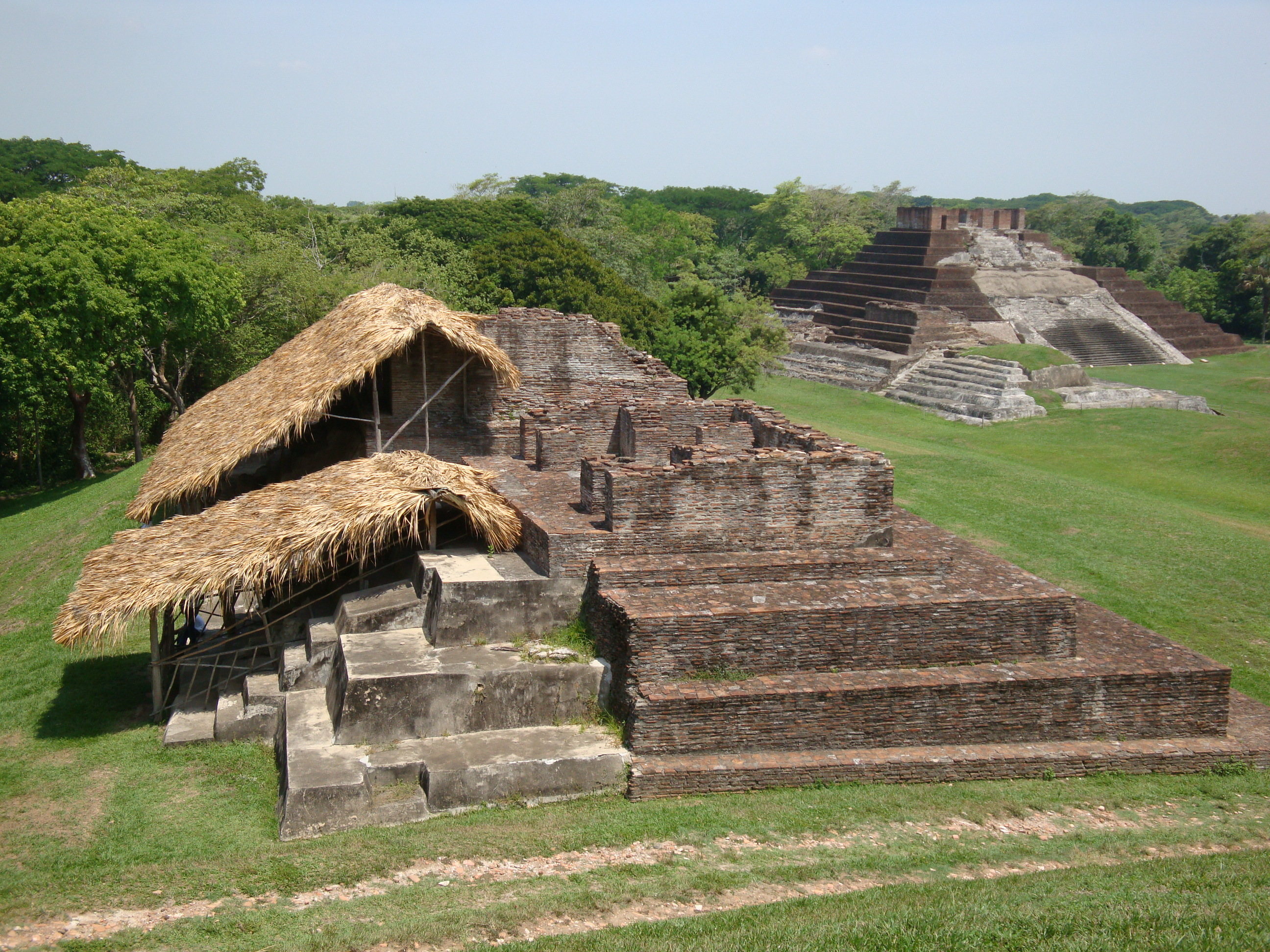
Temple VI o Temple del Mascaró i Temple VII o de les Figures Sedents

Aquest edifici denominat Temple 4 per l'explorador Frans Blom i Basament del Mascaró per Piña Chan, correspon al Temple VI d'Andrews i està situat en la prolongació nord-oest de la Gran Acròpoli. S'ubica en una espècie de braç sobre el qual també s'alineen altres estructures denominades Temple VII i Temple VIII per Andrews.
Fa 15 m de front per 12 m d'ample i té una alçada de 10,50 m. Presenta dues èpoques constructives: la més antiga s'aprecia en la cara corresponent a la façana principal i és de l'època constructiva més antiga de Comalcalco. És un basament esglaonat de tres cossos, dels quals l'inferior és més baix que els altres dos. Sembla una espècie de banqueta interrompuda per l'escalinata central, limitada per cabirons: a la base té un mascaró que està relacionat amb el Déu Solar.
La segona època constructiva del temple és la de maó i hi corresponen els tres cossos esglaonats, segons pot observar-se en les cares nord, est i oest; a aquesta època també correspon el Temple superior que descansa sobre un baix sòcol la façana del qual mira cap al sud. El Temple té la mateixa distribució que els altres anteriors: un vestíbul i un santuari, al centre del qual hi ha un altar. El sostre d'aquestes dues cambres degué ser de volta maia com la del Palau.

#### Temple VII o Temple de les Figures Sedents

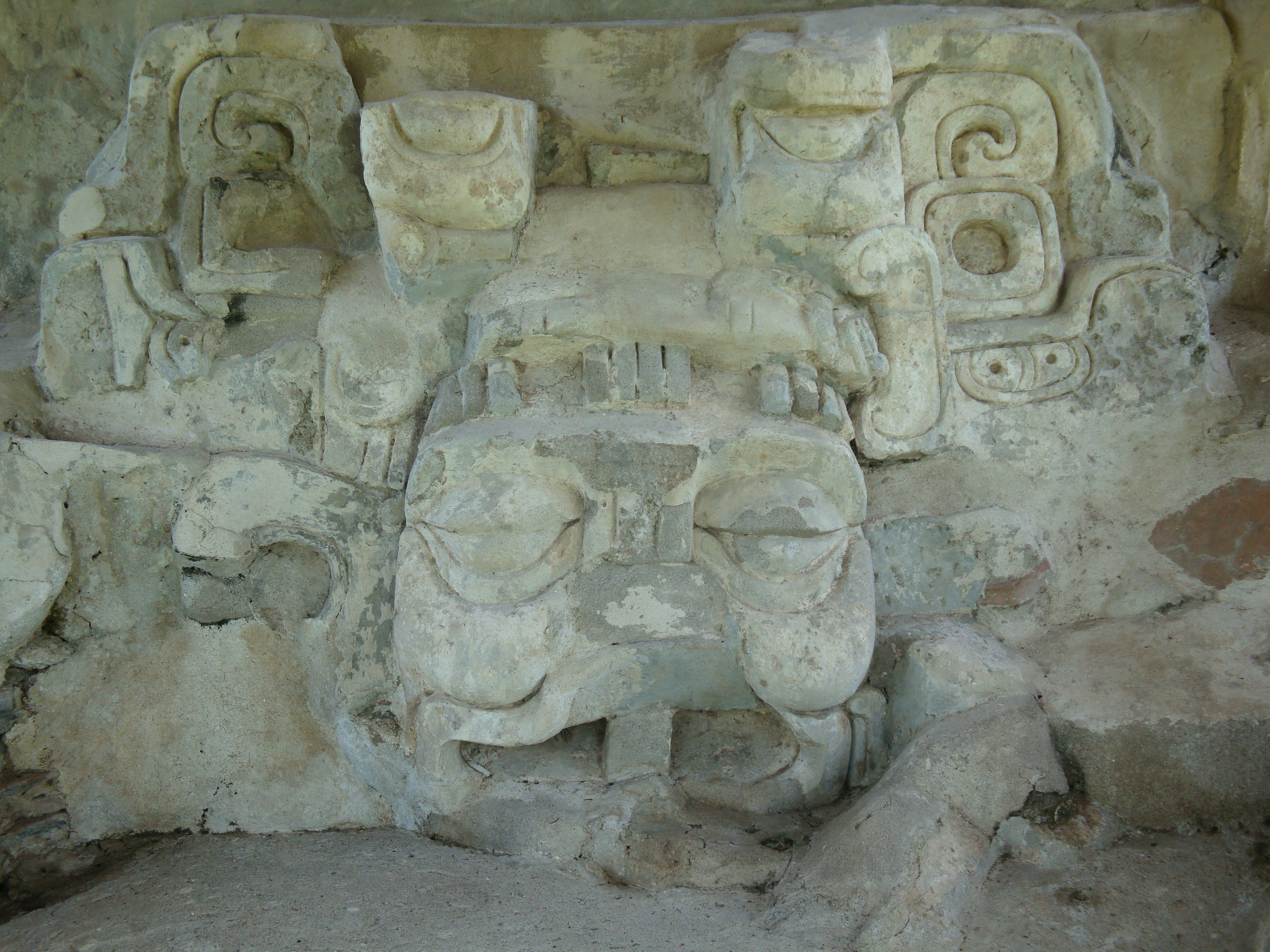
El Mascaró situat al Temple VI

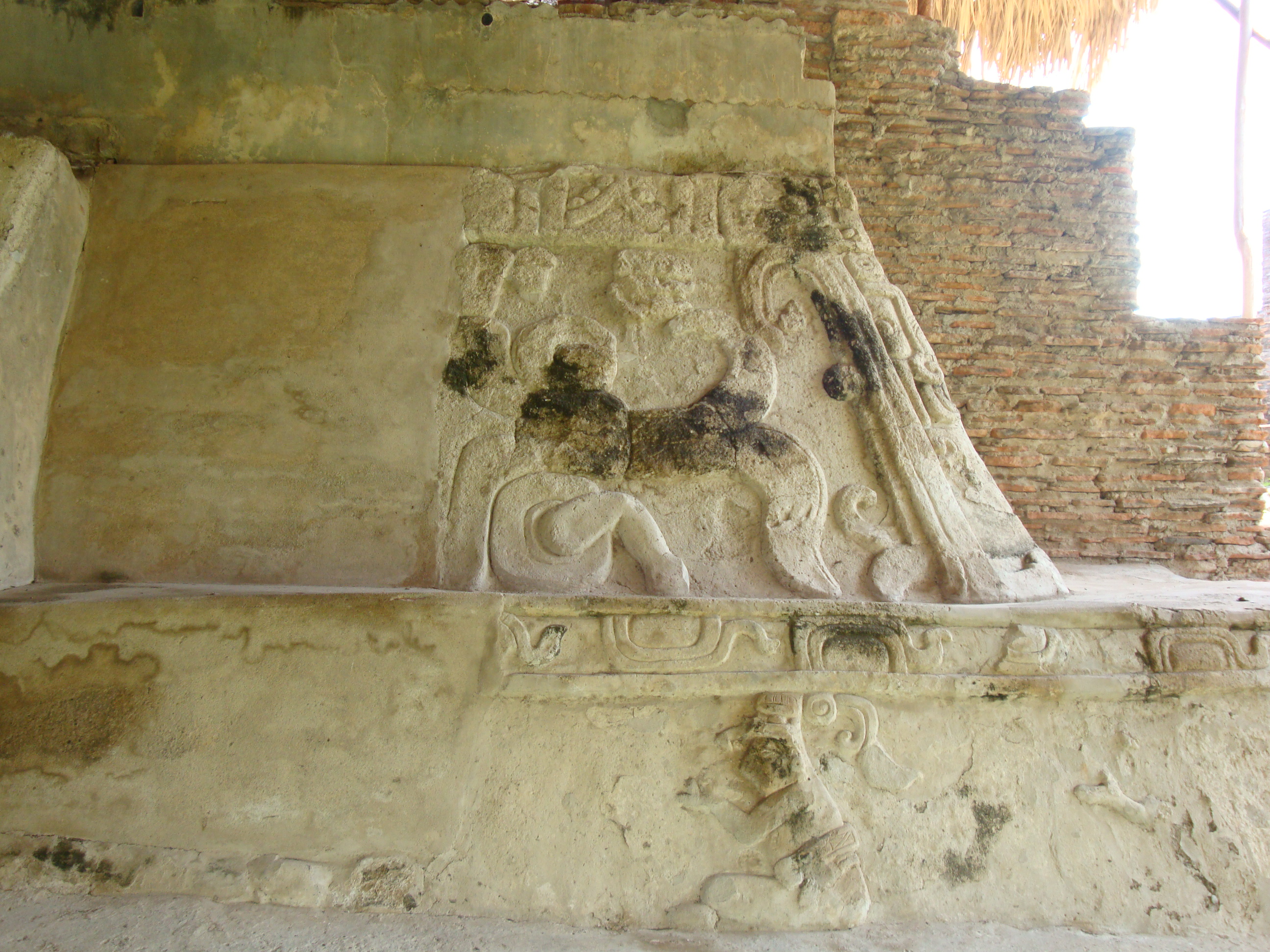
Relleu d'estuc al Temple de les Figures Sedents

Denominat Temple de les Figures Sedents per Ekholm, se situa al costat oest del Temple del Mascaró i la seua façana principal mira cap al sud, dirigint-se cap a la plaça de la Gran Acròpoli. És un monument semblant al Temple VI però de dimensions més grans, on conviuen també dues èpoques constructives. La més antiga, que s'observa al costat sud, és un basament esglaonat amb dos cossos baixos inclinats i un tercer de més alçària. Al centre té una escala: els dos primers esglaons sobreïxen del llenç del basament. El temple fa 17 m de front, 15 m d'ample i una alçada de 4,50 m. Sobre el costat nord, té tres cossos esglaonats amb vestigis d'un altar que conserva restes d'un personatge modelat en estuc.

#### El Popol Naah
Aquesta construcció situada al cim de la Gran Acròpoli té una banqueta que mostra una escena modelada en estuc, amb la representació d'un conjunt de bandes que simbolitzen l'"estora reial" sobre les quals es troba el bec d'un zopilot negre amb un gra al bec, a més de tres personatges asseguts. S'ha trobat una gran quantitat de restes dels animals que servien d'aliment i amb els ossos dels quals s'elaboraven objectes ornamentals i instruments musicals. Tot això suggereix que les activitats que es realitzaven ací estaven lligades a la música, la dansa i l'oració, i que es duien a terme pels ajk'ubuum i els sajal.

### Plaça Sud-oest
Aquest espai limita al nord amb la plataforma que sustenta l'estructura 6; a l'est pel Temple IV; i a l'oest per l'estructura 5. Sota el pis d'aquesta plaça, enfront del Temple IV es trobà un enterrament múltiple, en el qual destacava la presència d'ossos encreuats, deixalles de talla d'obsidiana i objectes de petxina i caragol. Tot això devia relacionar-se amb algun ritual fet a l'edifici. Damunt, sobre el pis, hi ha dues pedres semicirculars col·locades a la part mitjana de l'escalinata del Temple IV; aquests elements, juntament amb el crani encastat al Temple I i el fragment d'estela localitzat prop del monticle de La Palmera, són els únics exemples d'escultura en pedra localitzats fins ara al lloc.
Les estructures 5 i 6 són espais d'un sola sala fets de maçoneria, que degueren servir d'habitacions del grup dominant, tot i que no depassen els 10 m² de superfície ocupable. Aquestes construccions estaven decorades amb personatges fets d'estuc.

### Acròpoli Est

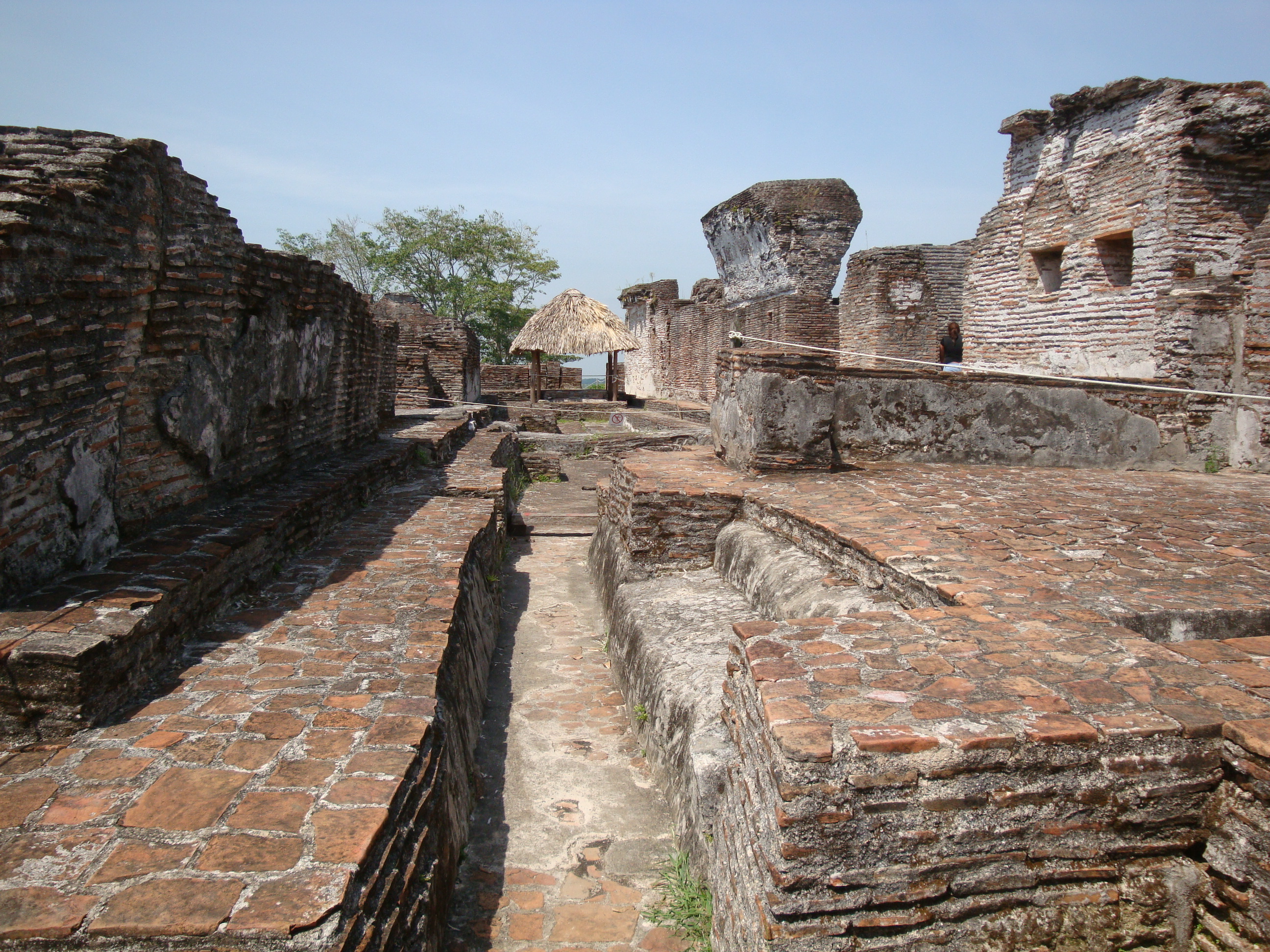
Sistema de drenatge en la Gran Acròpoli

Pot considerar-se com una versió de menor grandària de la Gran Acròpoli, tot i que a ull nu no s'observen edificis de maçoneria. Sembla que aquest grup guarda certa relació amb el conjunt de la plaça Nord i l'orientació del conjunt també està relacionada amb els punts cardinals.

### Sistema de drenatge
Les edificacions monumentals com la Gran Acròpoli incloïen xarxes de drenatge que passaven sota tota la ciutat. Aquest sistema de drenatge es feu amb cilindres elaborats amb materials propis de la zona com argila; amb aquestes canonades es va crear un sistema de drenatge profund per evacuar les deixalles i l'aigua de pluja.

### Cementeri

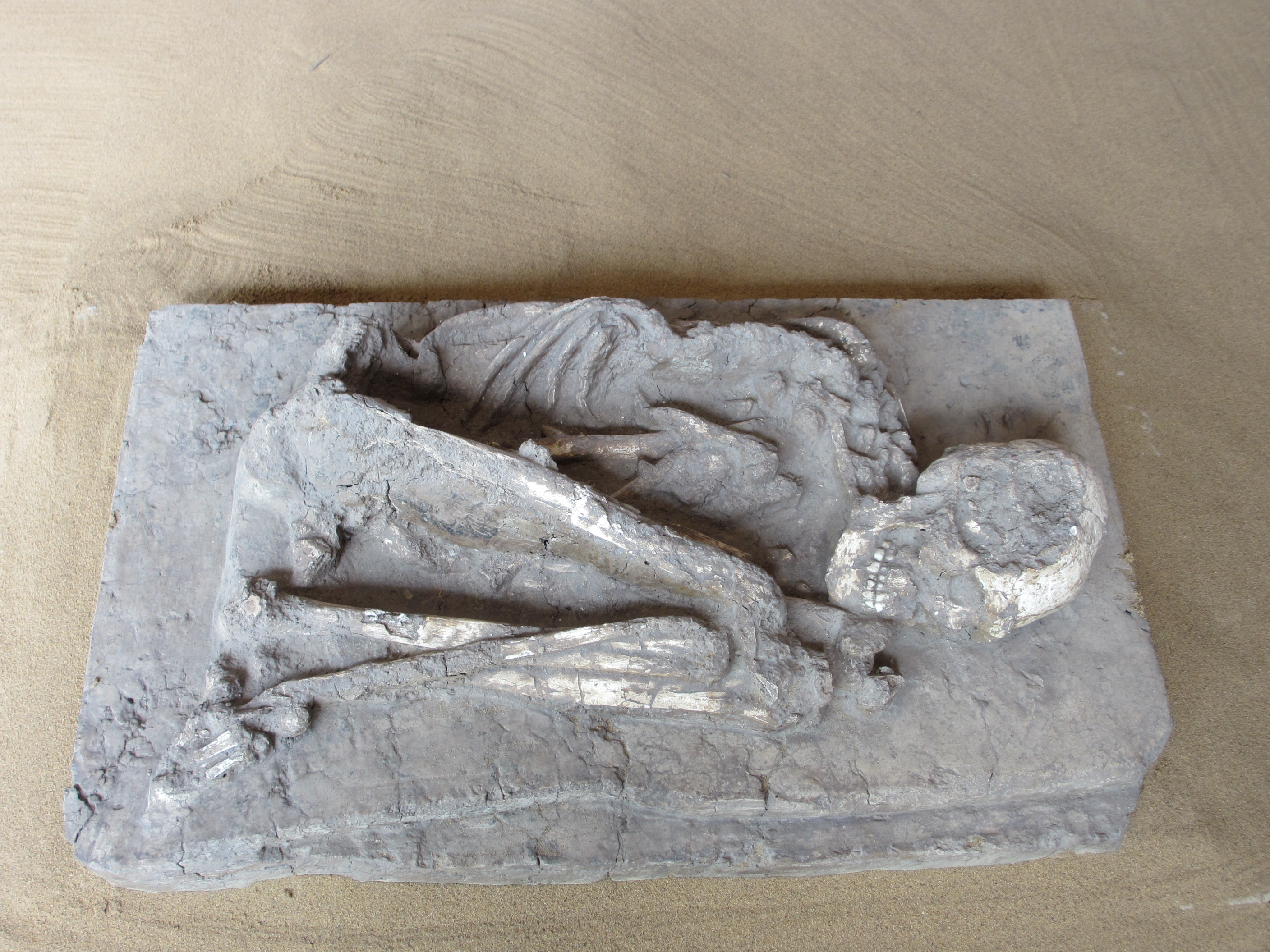
Un dels enterraments funeraris descoberts a la zona arqueològica de Comalcalco

El 28 de juny de 2011, l'Institut Nacional d'Antropologia i Història publicà el descobriment del que sembla el primer cementeri maia conegut fins ara, en trobar un total de 116 enterraments amb més de mil anys d'antiguitat. Aquests es trobaren en tres monticles de terra amb una superfície de 220 m² situats en la perifèria de la zona arqueològica.
Els arqueòlegs trobaren 66 cossos dipositats en urnes funeràries amb dimensions de 35 a 75 cm d'alt i de 35 a 80 cm de diàmetre, i els 50 cossos restants encerclaven els primers, la qual cosa permet deduir que els primers podrien ser individus de l'elit maia, i els segons els seus acompanyants. En alguns esquelets localitzats dins les urnes, es poden apreciar deformacions cranials, així com llimadures i incrustacions de jade en peces dentals, la qual cosa significa que aquestes persones pertanyien a un estrat social alt.
També es trobaren, associats als enterraments, xiulets i sonalls de ceràmica que representen tant animals com homes i dones ricament abillats, desenes de navalles, ganivets i deixalles de talla de pedernal i obsidiana, múltiples fragments de matxets, més de 70 mil "tepalcates" (atuells), així com l'esquelet complet d'un gos: açò era un costum maia antic, perquè l'animal servia com a acompanyant en el seu viatge cap a l'inframon.
28 dels enterraments funeraris es trobaren en perfecte estat de conservació, a causa que a més d'haver estat a una profunditat de 2 m es van trobar en una base de petxina i coberts amb calç, la qual cosa, en barrejar-se amb l'aigua, formà una pasta que es va adherir als ossos, i donà com a resultat una major conservació de les ossades.
També s'hi trobaren tres forns tancats trobats in situ sobre un estrat de petxines; es creu que els forns s'usaven per a coure el piconat de fang que va cobrir aquest dipòsit funerari per tal de protegir-lo.

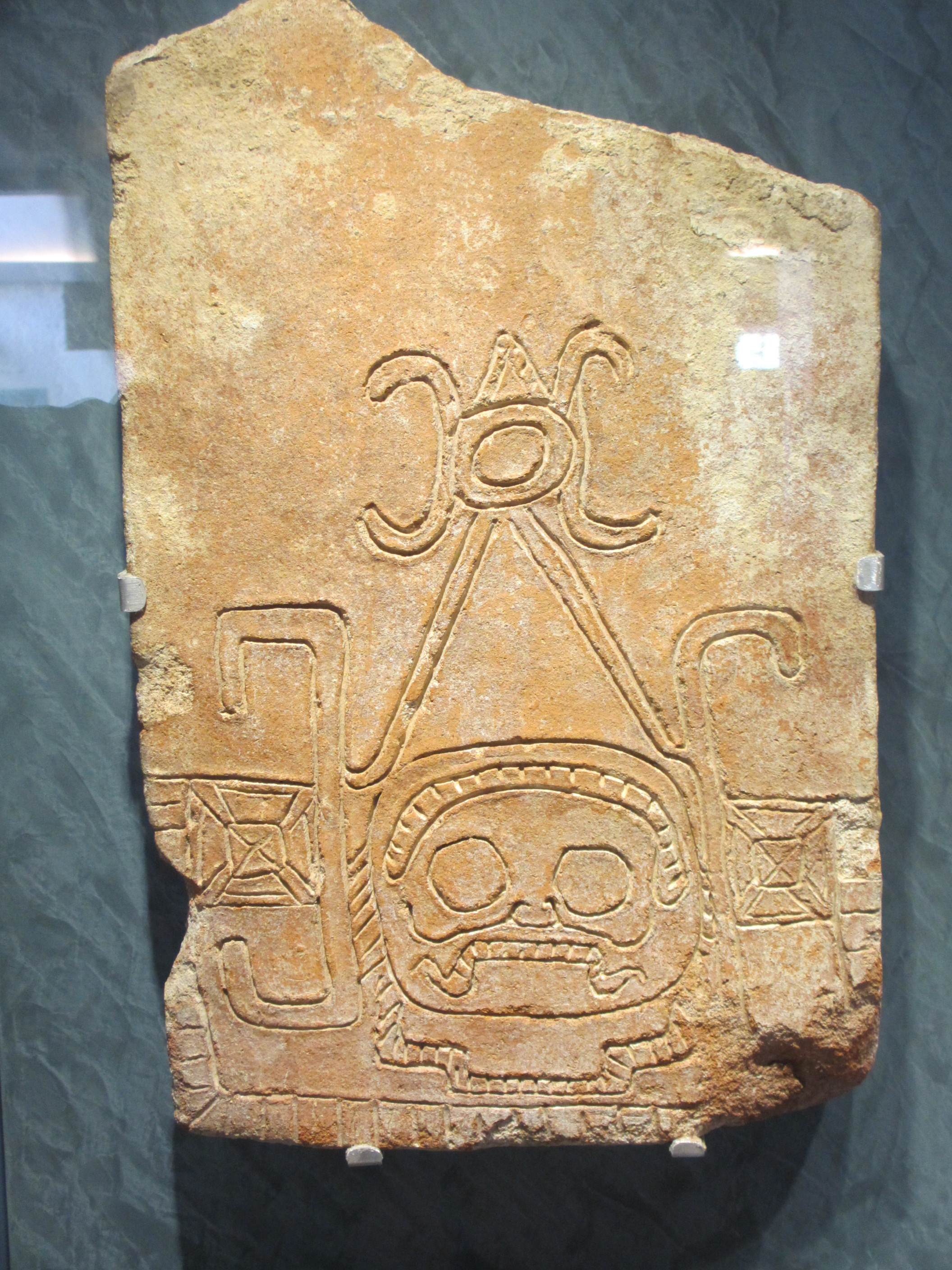
Representació dEk Chua (déu del comerç), el qual es reconeix pel "mecapal" que porta a manera de tocat

## Rituals funeraris
Moltes troballes arqueològiques han confirmat que les pràctiques funeràries dels maies de Comacalco consistien a dipositar els difunts als pisos de les cases o amortallar-los i dipositar-los en urnes funeràries. Les persones dipositades en aquestes urnes fetes de fang corresponen a la noblesa que habitava el lloc, i estaven acompanyades de singulars ofrenes com figuretes, navalles prismàtiques d'obsidiana i pedernal, objectes de petxina, jadeïta, caragol i punxons de cua de rajada.
A Comalcalco s'han trobat tres tombes i 14 enterraments funeraris, dels quals 7 es trobaven dins d'urnes fetes de fang, així com el panteó descobert a la perifèria de la ciutat, amb 116 enterraments.

## Déus dels maies de Comalcalco
Els maies chontals de Comalcalco retien culte a diversos déus, entre els quals es trobaven Chak (déu de la pluja), Kinich Ahau (déu del sol), Kisin (la mort), Ixchel (la Lluna) i Ek Chua (del comerç). Aquests i altres déus es representaren en rajoles, atuells, modelats d'estuc o figuretes. Se'ls retia culte cremant resines en encensers, a més d'altres rituals.

## El maó de Comalcalco
Al novembre de 2011, un butlletí de premsa de l'Institut Nacional d'Antropologia i Història de Mèxic (INAH) esmenta la troballa d'una segona inscripció maia anunciant la seua famosa profecia, en una peça coneguda d'aleshores ençà com el Maó de Comalcalco, que vindria a sumar-se al Monument 6 de Tortuguero de Macuspana per anunciar el nou canvi d'era quan concloga el compte llarg del calendari maia de 5.125 anys, 13 baktunes, això és, la mítica data del 21 de desembre del 2012. El portaveu de l'INAH remarcà que el fragment de la inscripció ha estat estudiat extensament per experts i actualment es manté fora de l'abast del públic.

## Els maons decorats

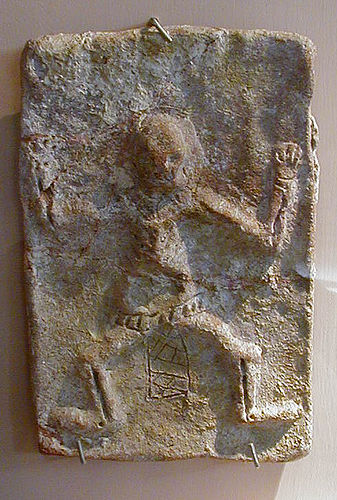
Rajola ornamentada provinent de Comalcalco. Els gravats es col·locaven de manera que no foren visibles

La ciutat maia de Comalcalco té com a característica més notable la utilització de maons en la construcció dels edificis. Molts d'aquestes rajoles foren "gravades" pels artesans maies, que hi reproduïren infinitat de figures.
Aquests maons es col·locaren de manera que els gravats no foren visibles des de fora dels edificis, ja que els dibuixos quedaven ocults per la mescla d'estuc que unia les rajoles en les construccions.
El descobriment d'aquests gravats a les rajoles es va realitzar en explorar els enderrocs de les construccions esfondrades, la qual cosa permeté observar els gravats fets als envans.
En l'actualitat s'han descobert un total de 4.601 rajoles gravades, s'han identificat alguns temes dels dibuixos realitzats, i s'han classificat en grups.
Representacions humanes
Les representacions humanes hi són molt variades: inclouen des de dibuixos de personatges ricament abillats, fins a mers esbossos de cossos humans realitzats com una caricatura. Es representen rostres, peus i mans, així com figures de cos complet i en diverses posicions: seguts, dempeus, caminant, de front o de perfil, figures femenines, homes amb tocat, orelleres i braçalets, així mateix, també hi ha subjectes nus en posició sedent amb deformació craniana.
Representació d'animals
Ací es representen primats i rosegadors desdentats i cèrvids; alguns estan parats o seguts; sovint en destaquen algunes parts del cos com cues, potes, ulls, nas, boca i orelles. Certs exemplars porten adorns al cos o al cap. Dins dels rosegadors figuren rates de muntanya i conills de formes i postures diverses.
Éssers fantàstics

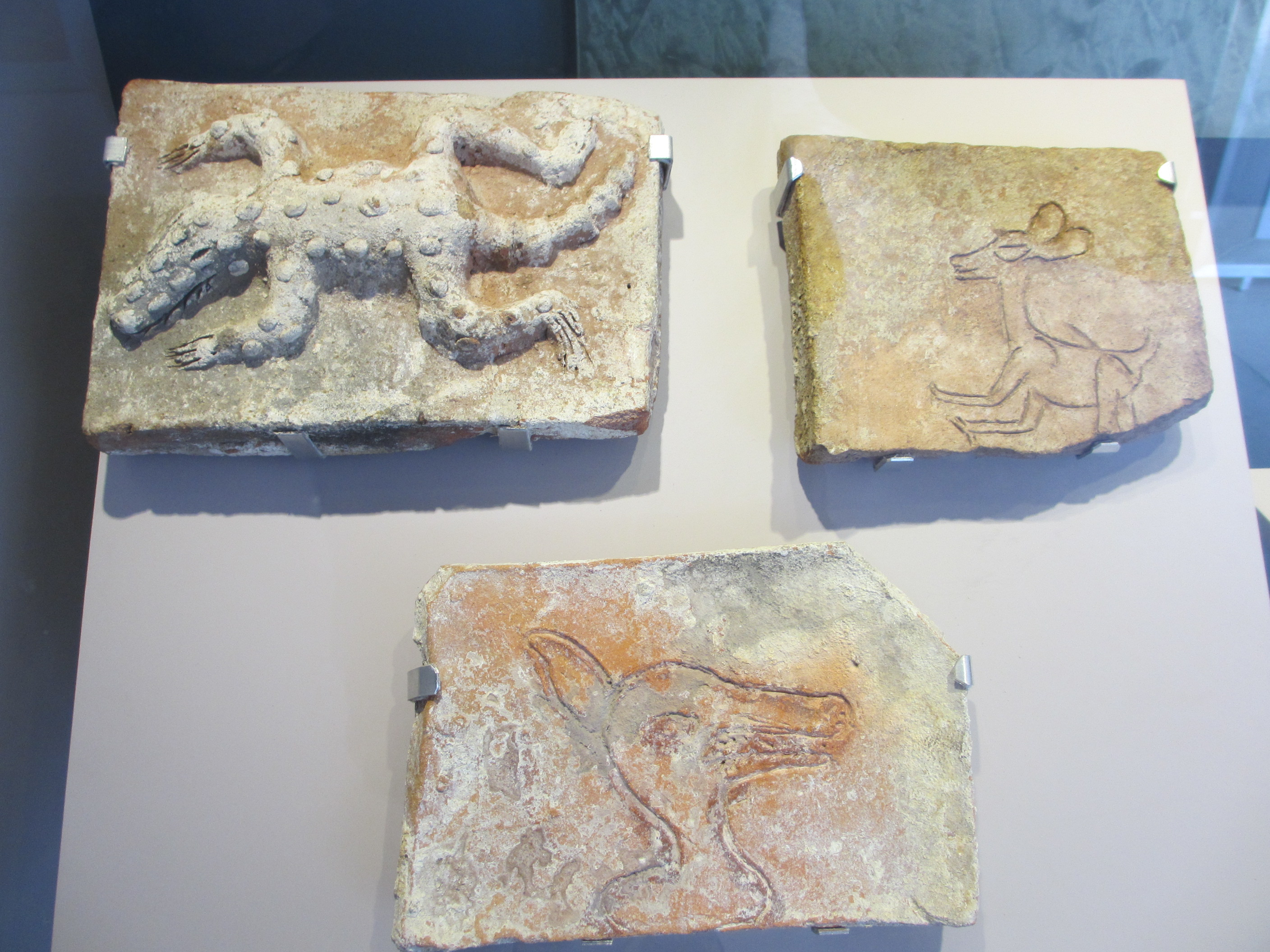
Representacions d'animals

Són figures que mostren animals humanitzats i persones amb atributs zoomorfs o que duen disfresses o màscares; també hi ha rostres de deïtats, d'esquelets en moviment i animals molt estilitzats.
Representacions arquitectòniques
L'arquitectura de Comalcalco apareix representada també als gravats d'algunes rajoles usades als edificis: temples amb cresteria, cases o simplement elements arquitectònics aïllats. Actualment les crestes dels edificis han desaparegut, però en les rajoles és molt representativa.
Glifs
Aquests símbols són freqüents als maons. S'hi representen sobretot dates calendàriques en els quals el glif que representa el nom d'un dia s'acompanya d'un numeral. Encara que els nombres al calendari maia no sobrepassen el 13, a Comalcalco és possible trobar representacions de nombres més grans. La qualitat en l'execució dels glifs és molt variada, i hi ha des de traços molt acurats fins a dibuixos d'aparença infantil. N'hi ha també representacions de glifs en sèrie, i alguns altres semblen representacions de monuments amb inscripcions.
Temes geomètrics
Són els més nombrosos i variats. Se'n poden trobar des de línies simples fins a polígons de gran complexitat. Molts dissenys estan decorats a l'interior o exterior amb altres formes geomètriques. Hi ha representacions de línies i bandes, cercles, línies i bandes encreuades, greques, triangles, reticles, quadres i rectangles, escaires, ventalls i creus.
Farcells

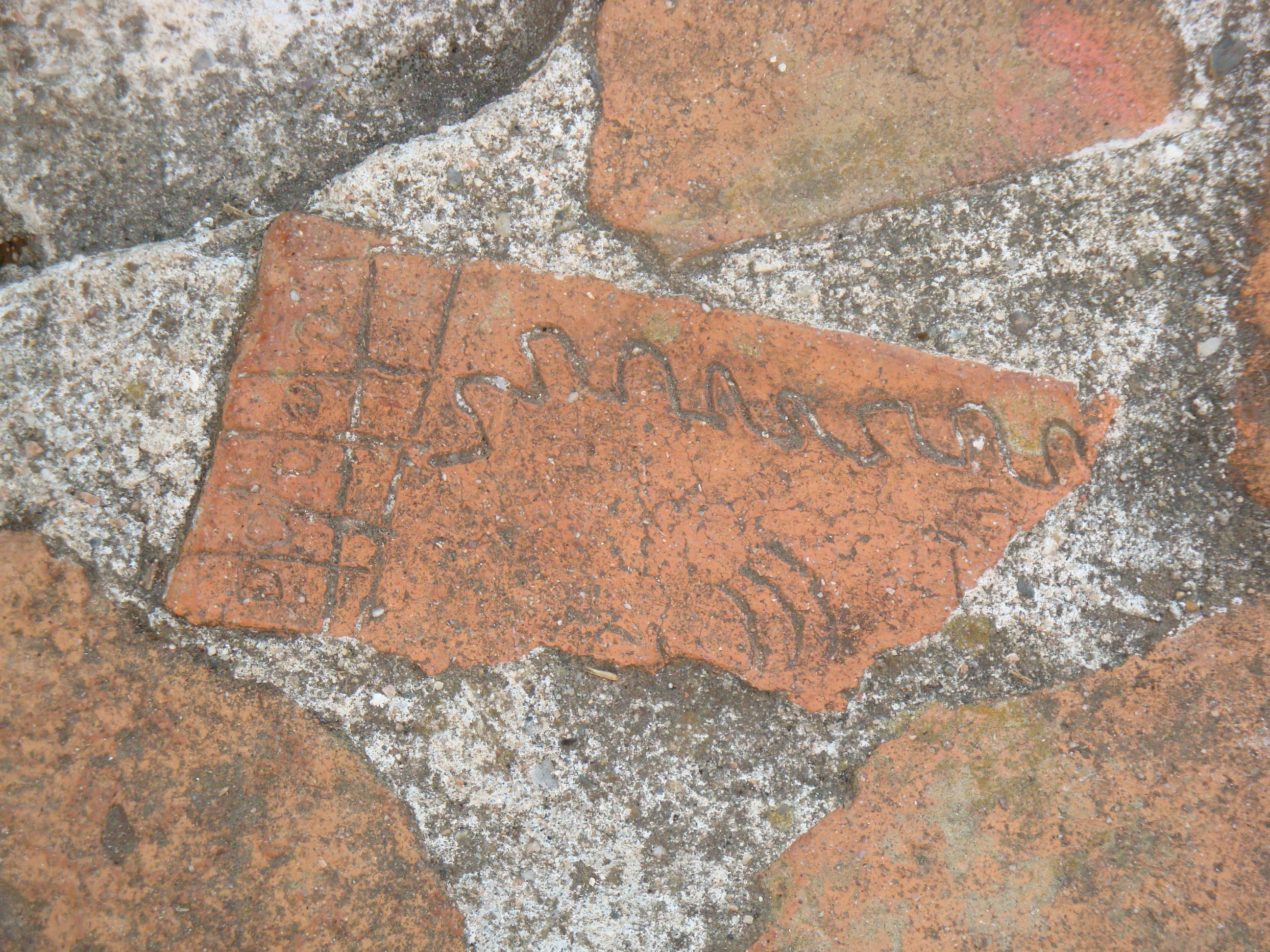
Maó gravat localitzat al pis d'una construcció al Palau

Són peces en què es plasmaren formes semblants als "farcells" que actualment es teixeixen en diverses comunitats de Tabasco, fets amb una planta aquàtica anomenada Pop que només es coneix entre els pobles chontals. El disseny col·locat de manera diagonal s'assoleix amb la tècnica d'"impressió", tot i que s'hi trobaren dos envans el gravat dels quals d'aquesta figura es feu amb la tècnica d'"incisió".
Fibres entrellaçades
Són bandes en forma de "ics", que toquen les quatre cantonades de la rajola després de formar un entramat senzill al seu centre. Les bandes estan decorades amb curtes línies incises sobre la vora com si es representaren dues branques o dues cordes. També n'hi ha una altra representació que consta d'una sola banda enrotllada a manera de "cordó" i és un element més conegut en la iconografia maia.
Miscel·lània
Són dibuixos impossibles d'identificar per la seua grandària o a causa de l'erosió. Hi ha rajoles amb taques o bandes irregulars que no encaixen dins de les altres classificacions.
| Imatges dels maons de Comalcalco |                                     |                          |           |                  |              |
|                                  |                                     |                          |           |                  |              |
| Representacions d'animals        | Representacions d'éssers fantàstics | Representacions de glifs | Tortugues | Temes geomètrics | Miscel·lània |

## Museu de lloc

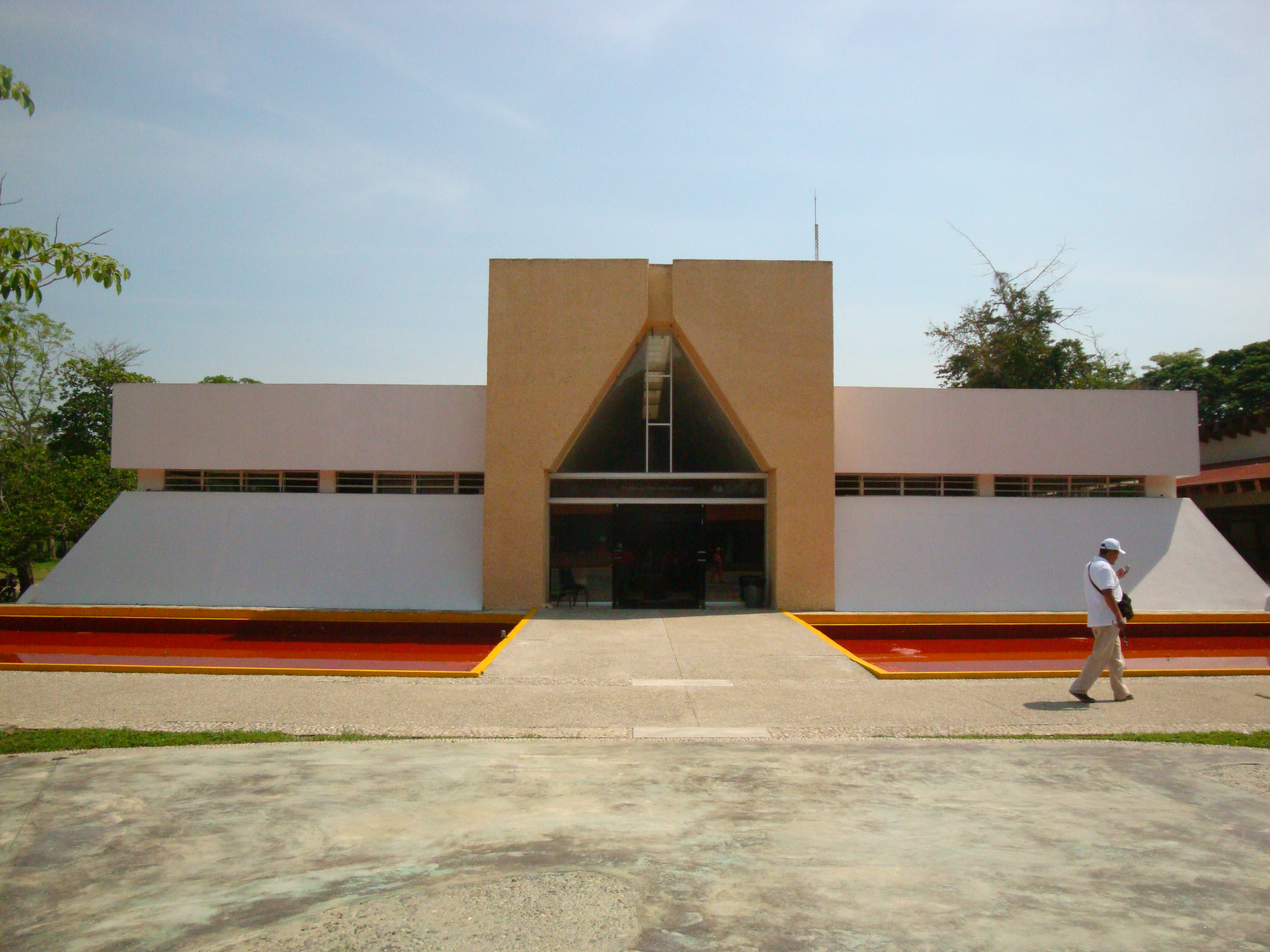
Façana del Museu de Lloc de la zona arqueològica de Comalcalco

El museu de lloc s'inaugurà al juny de 1984 i fou reinaugurat el 8 d'octubre de 1994 amb el concepte museogràfic dels arqueòlegs Román Piña Chan, Ricardo Armijo Torres i Mario Pérez Campa.
Conté una sala permanent amb 16 vitrines temàtiques que exhibeixen els vestigis arqueològics de la cultura maia-chontal: són peces i escultures manufacturades en argila, pedra, petxina, caragol, os i metall.
En el museu s'exposa, en forma breu i pràctica, la història de Comalcalco durant l'època precolombina. Aquest museu tingué com a antecedent una col·lecció de peces arqueològiques reunida pel professor Rosendo Taracena i els seus alumnes a la primeria del s. XX. Més tard, Carlos Pellicer Cámara guardà la col·lecció, en la qual sobreeixia una gran quantitat de rajoles decorades.
Remodelat al 2011, el museu ofereix una moderna museografía i presenta més de 400 peces arqueològiques del món maia trobades durant dècades, des del seu descobriment fa 130 anys, entre les quals destaquen 50 maons gravats.

El museu exhibeix part del text epigràfic maia més llarg trobat fins hui a Tabasco, inscrit en glifs maies al s. VIII, sobre la diminuta superfície d'un agulló de cua de rajada, que formava part de l'aixovar funerari del yajaw k´ahk´, "Senyor de foc", Aj Pakal Tahn. Conjuntament amb altres símbols inscrits en arracades de petxina, el text suma 260 jeroglífics i relata 14 anys de la vida d'aquest sacerdot; aquesta ofrena es descobrí el 1998, a la façana sud dels Temples II i IIA de la plaça Nord de la zona arqueològica, juntament amb altres 24 espines, també amb inscripcions, i altres objectes de caràcter ritual. També s'hi poden apreciar exemples d'ofrenes, aixovars i urnes funeràries, amb un enterrament dins d'una d'elles.
| Imatges del Museu de Lloc de Comalcalco                                                  |                                  |                                                  |                                    |                                  |
|                                                                                          |                                  |                                                  |                                    |                                  |
| Ofrena funerària trobada a la zona arqueològica                                          | Cap de dona elaborada en estuc   | Mascaró en estuc que adornava els temples        | Mascaró en estuc                   | Mascaró que adornava els temples |
|                                                                                          |                                  |                                                  |                                    |                                  |
| Agulló de cua de rajada, gravat, que formava part de l'aixovar funerari de Aj Pakal Tahn | Cap maia amb deformació craniana | Caragol usat per crear sons musicals o de guerra | Caps d'estuc decoraven els temples | Vasos de fang                    |